# Lista de asteroides (476001-477000)
Esta é uma lista parcial de asteroides, do asteroide número 476001 até o 477000, inclusive. Veja também o índice com todas as listas disponíveis.

| Objeto Próximos à Terra | Cinturão de asteroides (interno) | Cinturão de asteroides (externo) | Centauro       |
| Cruzador de Marte       | Cinturão de asteroides (meio)    | Troianos de Júpiter              | Transnetuniano |

Veja mais dados de cada asteroide na ligação externa para o Minor Planet Center na última coluna.
Índice: 476001... 476101... 476201... 476301... 476401... 476501... 476601... 476701... 476801... 476901... 

## 476001–476100
| Designação | Designação | Descoberta  | Descoberta        | Descobridor(es)     | Categoria | Mais informações / Referência |
| Permanente | Provisória | Data        | Local             | Descobridor(es)     | Categoria | Mais informações / Referência |
| ---------- | ---------- | ----------- | ----------------- | ------------------- | --------- | ----------------------------- |
| 476001     | 2007 RG48  | 9 set 2007  | Mount Lemmon      | Mount Lemmon Survey | —         | MPC                           |
| 476002     | 2007 RT49  | 9 set 2007  | Mount Lemmon      | Mount Lemmon Survey | —         | MPC                           |
| 476003     | 2007 RP56  | 9 set 2007  | Anderson Mesa     | LONEOS              | —         | MPC                           |
| 476004     | 2007 RZ59  | 23 ago 2007 | Kitt Peak         | Spacewatch          | —         | MPC                           |
| 476005     | 2007 RL66  | 10 set 2007 | Mount Lemmon      | Mount Lemmon Survey | —         | MPC                           |
| 476006     | 2007 RN76  | 10 set 2007 | Mount Lemmon      | Mount Lemmon Survey | —         | MPC                           |
| 476007     | 2007 RQ89  | 10 set 2007 | Mount Lemmon      | Mount Lemmon Survey | —         | MPC                           |
| 476008     | 2007 RO93  | 10 set 2007 | Mount Lemmon      | Mount Lemmon Survey | —         | MPC                           |
| 476009     | 2007 RN94  | 10 set 2007 | Kitt Peak         | Spacewatch          | —         | MPC                           |
| 476010     | 2007 RK95  | 10 set 2007 | Mount Lemmon      | Mount Lemmon Survey | Ino       | MPC                           |
| 476011     | 2007 RL96  | 10 set 2007 | Kitt Peak         | Spacewatch          | —         | MPC                           |
| 476012     | 2007 RA107 | 11 set 2007 | Mount Lemmon      | Mount Lemmon Survey | —         | MPC                           |
| 476013     | 2007 RA131 | 12 set 2007 | Mount Lemmon      | Mount Lemmon Survey | —         | MPC                           |
| 476014     | 2007 RU132 | 13 set 2007 | Hibiscus          | N. Teamo            | —         | MPC                           |
| 476015     | 2007 RD134 | 11 set 2007 | Purple Mountain   | PMO NEO             | —         | MPC                           |
| 476016     | 2007 RQ136 | 14 set 2007 | Mount Lemmon      | Mount Lemmon Survey | —         | MPC                           |
| 476017     | 2007 RO157 | 11 set 2007 | XuYi              | PMO NEO             | —         | MPC                           |
| 476018     | 2007 RE160 | 12 set 2007 | Mount Lemmon      | Mount Lemmon Survey | —         | MPC                           |
| 476019     | 2007 RB166 | 10 ago 2007 | Kitt Peak         | Spacewatch          | —         | MPC                           |
| 476020     | 2007 RP173 | 10 set 2007 | Kitt Peak         | Spacewatch          | —         | MPC                           |
| 476021     | 2007 RH189 | 10 set 2007 | Kitt Peak         | Spacewatch          | —         | MPC                           |
| 476022     | 2007 RR190 | 11 set 2007 | Kitt Peak         | Spacewatch          | —         | MPC                           |
| 476023     | 2007 RN192 | 12 set 2007 | Catalina          | CSS                 | —         | MPC                           |
| 476024     | 2007 RS194 | 12 set 2007 | Kitt Peak         | Spacewatch          | —         | MPC                           |
| 476025     | 2007 RM203 | 9 set 2007  | Mount Lemmon      | Mount Lemmon Survey | —         | MPC                           |
| 476026     | 2007 RN203 | 13 set 2007 | Kitt Peak         | Spacewatch          | —         | MPC                           |
| 476027     | 2007 RY206 | 10 set 2007 | Kitt Peak         | Spacewatch          | —         | MPC                           |
| 476028     | 2007 RC221 | 14 set 2007 | Mount Lemmon      | Mount Lemmon Survey | —         | MPC                           |
| 476029     | 2007 RC230 | 11 set 2007 | Kitt Peak         | Spacewatch          | —         | MPC                           |
| 476030     | 2007 RW232 | 11 set 2007 | XuYi              | PMO NEO             | —         | MPC                           |
| 476031     | 2007 RB235 | 12 set 2007 | Mount Lemmon      | Mount Lemmon Survey | —         | MPC                           |
| 476032     | 2007 RN235 | 12 set 2007 | Mount Lemmon      | Mount Lemmon Survey | —         | MPC                           |
| 476033     | 2007 RQ252 | 13 set 2007 | Catalina          | CSS                 | —         | MPC                           |
| 476034     | 2007 RE260 | 10 set 2007 | Kitt Peak         | Spacewatch          | —         | MPC                           |
| 476035     | 2007 RR265 | 15 set 2007 | Mount Lemmon      | Mount Lemmon Survey | —         | MPC                           |
| 476036     | 2007 RB267 | 10 set 2007 | Kitt Peak         | Spacewatch          | —         | MPC                           |
| 476037     | 2007 RB271 | 15 set 2007 | Kitt Peak         | Spacewatch          | —         | MPC                           |
| 476038     | 2007 RZ272 | 15 set 2007 | Kitt Peak         | Spacewatch          | —         | MPC                           |
| 476039     | 2007 RL280 | 13 set 2007 | Catalina          | CSS                 | —         | MPC                           |
| 476040     | 2007 RU280 | 13 set 2007 | Catalina          | CSS                 | —         | MPC                           |
| 476041     | 2007 RX280 | 13 set 2007 | Catalina          | CSS                 | Phocaea   | MPC                           |
| 476042     | 2007 RH286 | 2 set 2007  | Catalina          | CSS                 | —         | MPC                           |
| 476043     | 2007 RN287 | 9 set 2007  | Mount Lemmon      | Mount Lemmon Survey | Henan     | MPC                           |
| 476044     | 2007 RT287 | 10 set 2007 | Mount Lemmon      | Mount Lemmon Survey | —         | MPC                           |
| 476045     | 2007 RH288 | 12 set 2007 | Catalina          | CSS                 | —         | MPC                           |
| 476046     | 2007 RN288 | 13 set 2007 | Anderson Mesa     | LONEOS              | —         | MPC                           |
| 476047     | 2007 RL290 | 10 set 2007 | Mount Lemmon      | Mount Lemmon Survey | —         | MPC                           |
| 476048     | 2007 RX290 | 15 set 2007 | Mount Lemmon      | Mount Lemmon Survey | —         | MPC                           |
| 476049     | 2007 RB293 | 12 set 2007 | Mount Lemmon      | Mount Lemmon Survey | —         | MPC                           |
| 476050     | 2007 RJ294 | 13 set 2007 | Mount Lemmon      | Mount Lemmon Survey | —         | MPC                           |
| 476051     | 2007 RQ296 | 12 set 2007 | Mount Lemmon      | Mount Lemmon Survey | —         | MPC                           |
| 476052     | 2007 RL308 | 12 set 2007 | Mount Lemmon      | Mount Lemmon Survey | —         | MPC                           |
| 476053     | 2007 RB313 | 3 set 2007  | Catalina          | CSS                 | —         | MPC                           |
| 476054     | 2007 RY314 | 5 set 2007  | Anderson Mesa     | LONEOS              | —         | MPC                           |
| 476055     | 2007 RF316 | 10 set 2007 | Mount Lemmon      | Mount Lemmon Survey | —         | MPC                           |
| 476056     | 2007 RN318 | 11 set 2007 | Kitt Peak         | Spacewatch          | —         | MPC                           |
| 476057     | 2007 RU319 | 13 set 2007 | Socorro           | LINEAR              | —         | MPC                           |
| 476058     | 2007 RQ321 | 15 set 2007 | Socorro           | LINEAR              | —         | MPC                           |
| 476059     | 2007 RE322 | 11 set 2007 | Catalina          | CSS                 | —         | MPC                           |
| 476060     | 2007 RA325 | 13 set 2007 | Mount Lemmon      | Mount Lemmon Survey | —         | MPC                           |
| 476061     | 2007 RS325 | 14 set 2007 | Mount Lemmon      | Mount Lemmon Survey | —         | MPC                           |
| 476062     | 2007 SH12  | 18 set 2007 | Anderson Mesa     | LONEOS              | —         | MPC                           |
| 476063     | 2007 SG13  | 15 set 2007 | Kitt Peak         | Spacewatch          | —         | MPC                           |
| 476064     | 2007 SR13  | 15 set 2007 | Kitt Peak         | Spacewatch          | —         | MPC                           |
| 476065     | 2007 SN14  | 20 set 2007 | Lulin             | LUSS                | —         | MPC                           |
| 476066     | 2007 SY19  | 18 set 2007 | Catalina          | CSS                 | —         | MPC                           |
| 476067     | 2007 SF21  | 25 set 2007 | Mount Lemmon      | Mount Lemmon Survey | —         | MPC                           |
| 476068     | 2007 SL21  | 20 set 2007 | Catalina          | CSS                 | —         | MPC                           |
| 476069     | 2007 SQ21  | 17 set 2007 | Socorro           | LINEAR              | —         | MPC                           |
| 476070     | 2007 SP22  | 18 set 2007 | Kitt Peak         | Spacewatch          | —         | MPC                           |
| 476071     | 2007 TV4   | 6 out 2007  | Prairie Grass     | J. Mahony           | —         | MPC                           |
| 476072     | 2007 TV8   | 6 out 2007  | Bergisch Gladbach | W. Bickel           | —         | MPC                           |
| 476073     | 2007 TP18  | 25 set 2007 | Mount Lemmon      | Mount Lemmon Survey | —         | MPC                           |
| 476074     | 2007 TL19  | 13 set 2007 | Catalina          | CSS                 | —         | MPC                           |
| 476075     | 2007 TY21  | 7 out 2007  | Kitt Peak         | Spacewatch          | —         | MPC                           |
| 476076     | 2007 TK25  | 4 out 2007  | Kitt Peak         | Spacewatch          | —         | MPC                           |
| 476077     | 2007 TA29  | 4 out 2007  | Kitt Peak         | Spacewatch          | —         | MPC                           |
| 476078     | 2007 TH30  | 4 out 2007  | Kitt Peak         | Spacewatch          | —         | MPC                           |
| 476079     | 2007 TU30  | 4 out 2007  | Kitt Peak         | Spacewatch          | —         | MPC                           |
| 476080     | 2007 TJ35  | 7 out 2007  | Catalina          | CSS                 | —         | MPC                           |
| 476081     | 2007 TS43  | 25 set 2007 | Mount Lemmon      | Mount Lemmon Survey | —         | MPC                           |
| 476082     | 2007 TK44  | 7 out 2007  | Kitt Peak         | Spacewatch          | —         | MPC                           |
| 476083     | 2007 TX46  | 4 out 2007  | Kitt Peak         | Spacewatch          | —         | MPC                           |
| 476084     | 2007 TZ47  | 4 out 2007  | Kitt Peak         | Spacewatch          | —         | MPC                           |
| 476085     | 2007 TP48  | 4 out 2007  | Kitt Peak         | Spacewatch          | —         | MPC                           |
| 476086     | 2007 TK52  | 4 out 2007  | Kitt Peak         | Spacewatch          | —         | MPC                           |
| 476087     | 2007 TL52  | 4 out 2007  | Kitt Peak         | Spacewatch          | —         | MPC                           |
| 476088     | 2007 TS55  | 4 out 2007  | Kitt Peak         | Spacewatch          | —         | MPC                           |
| 476089     | 2007 TB58  | 4 out 2007  | Kitt Peak         | Spacewatch          | —         | MPC                           |
| 476090     | 2007 TA61  | 6 out 2007  | Kitt Peak         | Spacewatch          | Hanna     | MPC                           |
| 476091     | 2007 TB63  | 7 out 2007  | Mount Lemmon      | Mount Lemmon Survey | —         | MPC                           |
| 476092     | 2007 TP64  | 7 out 2007  | Mount Lemmon      | Mount Lemmon Survey | —         | MPC                           |
| 476093     | 2007 TC66  | 12 out 2007 | Catalina          | CSS                 | —         | MPC                           |
| 476094     | 2007 TY75  | 4 out 2007  | Kitt Peak         | Spacewatch          | —         | MPC                           |
| 476095     | 2007 TG88  | 8 out 2007  | Mount Lemmon      | Mount Lemmon Survey | —         | MPC                           |
| 476096     | 2007 TG98  | 8 out 2007  | Mount Lemmon      | Mount Lemmon Survey | —         | MPC                           |
| 476097     | 2007 TV113 | 8 out 2007  | Anderson Mesa     | LONEOS              | —         | MPC                           |
| 476098     | 2007 TH115 | 8 out 2007  | Anderson Mesa     | LONEOS              | —         | MPC                           |
| 476099     | 2007 TO123 | 6 out 2007  | Kitt Peak         | Spacewatch          | —         | MPC                           |
| 476100     | 2007 TZ124 | 6 out 2007  | Kitt Peak         | Spacewatch          | —         | MPC                           |

## 476101–476200
| Designação | Designação | Descoberta  | Descoberta        | Descobridor(es)     | Categoria | Mais informações / Referência |
| Permanente | Provisória | Data        | Local             | Descobridor(es)     | Categoria | Mais informações / Referência |
| ---------- | ---------- | ----------- | ----------------- | ------------------- | --------- | ----------------------------- |
| 476101     | 2007 TP126 | 9 set 2007  | Mount Lemmon      | Mount Lemmon Survey | —         | MPC                           |
| 476102     | 2007 TX129 | 6 out 2007  | Kitt Peak         | Spacewatch          | —         | MPC                           |
| 476103     | 2007 TU138 | 13 set 2007 | Catalina          | CSS                 | —         | MPC                           |
| 476104     | 2007 TA147 | 6 out 2007  | Socorro           | LINEAR              | —         | MPC                           |
| 476105     | 2007 TB149 | 12 set 2007 | Mount Lemmon      | Mount Lemmon Survey | —         | MPC                           |
| 476106     | 2007 TA155 | 5 out 2007  | Kitt Peak         | Spacewatch          | —         | MPC                           |
| 476107     | 2007 TR155 | 5 set 2007  | Mount Lemmon      | Mount Lemmon Survey | —         | MPC                           |
| 476108     | 2007 TU156 | 9 out 2007  | Socorro           | LINEAR              | —         | MPC                           |
| 476109     | 2007 TZ157 | 12 set 2007 | Mount Lemmon      | Mount Lemmon Survey | —         | MPC                           |
| 476110     | 2007 TF158 | 9 out 2007  | Socorro           | LINEAR              | —         | MPC                           |
| 476111     | 2007 TD162 | 14 set 2007 | Mount Lemmon      | Mount Lemmon Survey | —         | MPC                           |
| 476112     | 2007 TG169 | 12 out 2007 | Socorro           | LINEAR              | —         | MPC                           |
| 476113     | 2007 TG172 | 10 out 2007 | Mount Lemmon      | Mount Lemmon Survey | —         | MPC                           |
| 476114     | 2007 TT176 | 15 set 2007 | Mount Lemmon      | Mount Lemmon Survey | —         | MPC                           |
| 476115     | 2007 TL179 | 7 out 2007  | Catalina          | CSS                 | —         | MPC                           |
| 476116     | 2007 TN187 | 13 out 2007 | Socorro           | LINEAR              | —         | MPC                           |
| 476117     | 2007 TK193 | 6 out 2007  | Kitt Peak         | Spacewatch          | —         | MPC                           |
| 476118     | 2007 TU198 | 8 out 2007  | Kitt Peak         | Spacewatch          | —         | MPC                           |
| 476119     | 2007 TM204 | 8 out 2007  | Mount Lemmon      | Mount Lemmon Survey | —         | MPC                           |
| 476120     | 2007 TU212 | 7 out 2007  | Kitt Peak         | Spacewatch          | —         | MPC                           |
| 476121     | 2007 TC213 | 25 set 2007 | Mount Lemmon      | Mount Lemmon Survey | Phocaea   | MPC                           |
| 476122     | 2007 TO215 | 7 out 2007  | Kitt Peak         | Spacewatch          | —         | MPC                           |
| 476123     | 2007 TA216 | 7 out 2007  | Kitt Peak         | Spacewatch          | —         | MPC                           |
| 476124     | 2007 TU217 | 14 set 2007 | Mount Lemmon      | Mount Lemmon Survey | —         | MPC                           |
| 476125     | 2007 TS224 | 11 out 2007 | Mount Lemmon      | Mount Lemmon Survey | —         | MPC                           |
| 476126     | 2007 TQ225 | 12 set 2007 | Mount Lemmon      | Mount Lemmon Survey | —         | MPC                           |
| 476127     | 2007 TC227 | 16 out 1998 | Kitt Peak         | Spacewatch          | Phocaea   | MPC                           |
| 476128     | 2007 TL227 | 8 out 2007  | Kitt Peak         | Spacewatch          | —         | MPC                           |
| 476129     | 2007 TS228 | 8 out 2007  | Kitt Peak         | Spacewatch          | —         | MPC                           |
| 476130     | 2007 TB230 | 8 out 2007  | Catalina          | CSS                 | —         | MPC                           |
| 476131     | 2007 TW232 | 8 out 2007  | Kitt Peak         | Spacewatch          | —         | MPC                           |
| 476132     | 2007 TP237 | 9 out 2007  | Mount Lemmon      | Mount Lemmon Survey | —         | MPC                           |
| 476133     | 2007 TO240 | 5 set 2007  | Catalina          | CSS                 | —         | MPC                           |
| 476134     | 2007 TR241 | 7 out 2007  | Mount Lemmon      | Mount Lemmon Survey | —         | MPC                           |
| 476135     | 2007 TY245 | 3 set 2007  | Catalina          | CSS                 | —         | MPC                           |
| 476136     | 2007 TG249 | 11 out 2007 | Mount Lemmon      | Mount Lemmon Survey | —         | MPC                           |
| 476137     | 2007 TZ250 | 11 out 2007 | Kitt Peak         | Spacewatch          | —         | MPC                           |
| 476138     | 2007 TK251 | 11 out 2007 | Mount Lemmon      | Mount Lemmon Survey | —         | MPC                           |
| 476139     | 2007 TJ262 | 10 set 2007 | Mount Lemmon      | Mount Lemmon Survey | —         | MPC                           |
| 476140     | 2007 TD268 | 9 out 2007  | Kitt Peak         | Spacewatch          | —         | MPC                           |
| 476141     | 2007 TN288 | 11 out 2007 | Catalina          | CSS                 | —         | MPC                           |
| 476142     | 2007 TG291 | 9 set 2007  | Kitt Peak         | Spacewatch          | —         | MPC                           |
| 476143     | 2007 TF295 | 20 set 2007 | Kitt Peak         | Spacewatch          | —         | MPC                           |
| 476144     | 2007 TT296 | 10 out 2007 | Mount Lemmon      | Mount Lemmon Survey | —         | MPC                           |
| 476145     | 2007 TQ297 | 10 ago 2007 | Kitt Peak         | Spacewatch          | —         | MPC                           |
| 476146     | 2007 TK308 | 9 out 2007  | Mount Lemmon      | Mount Lemmon Survey | —         | MPC                           |
| 476147     | 2007 TV309 | 12 set 2007 | Catalina          | CSS                 | —         | MPC                           |
| 476148     | 2007 TS320 | 13 out 2007 | Catalina          | CSS                 | —         | MPC                           |
| 476149     | 2007 TK324 | 11 out 2007 | Kitt Peak         | Spacewatch          | —         | MPC                           |
| 476150     | 2007 TG325 | 11 out 2007 | Kitt Peak         | Spacewatch          | —         | MPC                           |
| 476151     | 2007 TB326 | 11 out 2007 | Kitt Peak         | Spacewatch          | —         | MPC                           |
| 476152     | 2007 TQ328 | 11 out 2007 | Kitt Peak         | Spacewatch          | —         | MPC                           |
| 476153     | 2007 TE333 | 11 out 2007 | Kitt Peak         | Spacewatch          | —         | MPC                           |
| 476154     | 2007 TE334 | 11 out 2007 | Kitt Peak         | Spacewatch          | —         | MPC                           |
| 476155     | 2007 TX343 | 10 out 2007 | Mount Lemmon      | Mount Lemmon Survey | —         | MPC                           |
| 476156     | 2007 TA346 | 18 set 2007 | Kitt Peak         | Spacewatch          | —         | MPC                           |
| 476157     | 2007 TU354 | 5 set 2007  | Catalina          | CSS                 | —         | MPC                           |
| 476158     | 2007 TU357 | 14 out 2007 | Mount Lemmon      | Mount Lemmon Survey | —         | MPC                           |
| 476159     | 2007 TU364 | 15 out 2007 | Mount Lemmon      | Mount Lemmon Survey | —         | MPC                           |
| 476160     | 2007 TH368 | 10 out 2007 | Mount Lemmon      | Mount Lemmon Survey | —         | MPC                           |
| 476161     | 2007 TG371 | 12 out 2007 | Mount Lemmon      | Mount Lemmon Survey | —         | MPC                           |
| 476162     | 2007 TE374 | 14 out 2007 | Bergisch Gladbach | W. Bickel           | —         | MPC                           |
| 476163     | 2007 TB379 | 13 out 2007 | Catalina          | CSS                 | —         | MPC                           |
| 476164     | 2007 TO383 | 6 out 2007  | Kitt Peak         | Spacewatch          | —         | MPC                           |
| 476165     | 2007 TX384 | 14 out 2007 | Mount Lemmon      | Mount Lemmon Survey | —         | MPC                           |
| 476166     | 2007 TC385 | 14 out 2007 | Mount Lemmon      | Mount Lemmon Survey | —         | MPC                           |
| 476167     | 2007 TZ391 | 15 out 2007 | Catalina          | CSS                 | —         | MPC                           |
| 476168     | 2007 TC398 | 15 out 2007 | Kitt Peak         | Spacewatch          | —         | MPC                           |
| 476169     | 2007 TQ402 | 15 out 2007 | Mount Lemmon      | Mount Lemmon Survey | —         | MPC                           |
| 476170     | 2007 TP414 | 10 out 2007 | Catalina          | CSS                 | —         | MPC                           |
| 476171     | 2007 TQ420 | 20 set 2007 | Catalina          | CSS                 | —         | MPC                           |
| 476172     | 2007 TZ424 | 8 out 2007  | Kitt Peak         | Spacewatch          | —         | MPC                           |
| 476173     | 2007 TB427 | 10 out 2007 | Kitt Peak         | Spacewatch          | —         | MPC                           |
| 476174     | 2007 TH427 | 10 out 2007 | Kitt Peak         | Spacewatch          | —         | MPC                           |
| 476175     | 2007 TZ428 | 12 out 2007 | Kitt Peak         | Spacewatch          | —         | MPC                           |
| 476176     | 2007 TD432 | 4 out 2007  | Kitt Peak         | Spacewatch          | —         | MPC                           |
| 476177     | 2007 TK432 | 4 out 2007  | Kitt Peak         | Spacewatch          | —         | MPC                           |
| 476178     | 2007 TH438 | 7 out 2007  | Mount Lemmon      | Mount Lemmon Survey | —         | MPC                           |
| 476179     | 2007 TM440 | 15 out 2007 | Mount Lemmon      | Mount Lemmon Survey | —         | MPC                           |
| 476180     | 2007 TM441 | 25 set 2007 | Mount Lemmon      | Mount Lemmon Survey | —         | MPC                           |
| 476181     | 2007 TS447 | 13 out 2007 | Socorro           | LINEAR              | —         | MPC                           |
| 476182     | 2007 TV449 | 10 out 2007 | Mount Lemmon      | Mount Lemmon Survey | —         | MPC                           |
| 476183     | 2007 TW449 | 10 out 2007 | Kitt Peak         | Spacewatch          | —         | MPC                           |
| 476184     | 2007 TY451 | 12 out 2007 | Socorro           | LINEAR              | —         | MPC                           |
| 476185     | 2007 TO452 | 9 out 2007  | Kitt Peak         | Spacewatch          | —         | MPC                           |
| 476186     | 2007 UN8   | 16 out 2007 | Catalina          | CSS                 | —         | MPC                           |
| 476187     | 2007 UQ13  | 30 out 2007 | Mount Lemmon      | Mount Lemmon Survey | —         | MPC                           |
| 476188     | 2007 UT17  | 18 out 2007 | Kitt Peak         | Spacewatch          | —         | MPC                           |
| 476189     | 2007 UP24  | 8 out 2007  | Mount Lemmon      | Mount Lemmon Survey | —         | MPC                           |
| 476190     | 2007 UR26  | 16 out 2007 | Mount Lemmon      | Mount Lemmon Survey | —         | MPC                           |
| 476191     | 2007 UP28  | 16 out 2007 | Kitt Peak         | Spacewatch          | —         | MPC                           |
| 476192     | 2007 UO40  | 8 out 2007  | Kitt Peak         | Spacewatch          | —         | MPC                           |
| 476193     | 2007 US40  | 16 out 2007 | Kitt Peak         | Spacewatch          | —         | MPC                           |
| 476194     | 2007 UH41  | 16 out 2007 | Kitt Peak         | Spacewatch          | —         | MPC                           |
| 476195     | 2007 UJ41  | 12 set 2007 | Mount Lemmon      | Mount Lemmon Survey | —         | MPC                           |
| 476196     | 2007 UB43  | 18 out 2007 | Kitt Peak         | Spacewatch          | —         | MPC                           |
| 476197     | 2007 UW45  | 19 out 2007 | Kitt Peak         | Spacewatch          | —         | MPC                           |
| 476198     | 2007 UD46  | 20 out 2007 | Catalina          | CSS                 | —         | MPC                           |
| 476199     | 2007 UY51  | 24 out 2007 | Mount Lemmon      | Mount Lemmon Survey | —         | MPC                           |
| 476200     | 2007 UX55  | 7 out 2007  | Kitt Peak         | Spacewatch          | —         | MPC                           |

## 476201–476300
| Designação | Designação | Descoberta  | Descoberta   | Descobridor(es)     | Categoria | Mais informações / Referência |
| Permanente | Provisória | Data        | Local        | Descobridor(es)     | Categoria | Mais informações / Referência |
| ---------- | ---------- | ----------- | ------------ | ------------------- | --------- | ----------------------------- |
| 476201     | 2007 UD58  | 30 out 2007 | Mount Lemmon | Mount Lemmon Survey | —         | MPC                           |
| 476202     | 2007 UE59  | 10 out 2007 | Kitt Peak    | Spacewatch          | —         | MPC                           |
| 476203     | 2007 UP60  | 18 set 2007 | Mount Lemmon | Mount Lemmon Survey | —         | MPC                           |
| 476204     | 2007 US62  | 30 out 2007 | Mount Lemmon | Mount Lemmon Survey | —         | MPC                           |
| 476205     | 2007 UD71  | 18 out 2007 | Kitt Peak    | Spacewatch          | —         | MPC                           |
| 476206     | 2007 UO74  | 21 out 2007 | Kitt Peak    | Spacewatch          | —         | MPC                           |
| 476207     | 2007 UH78  | 17 out 2007 | Mount Lemmon | Mount Lemmon Survey | —         | MPC                           |
| 476208     | 2007 UE87  | 30 out 2007 | Kitt Peak    | Spacewatch          | —         | MPC                           |
| 476209     | 2007 UL89  | 30 out 2007 | Mount Lemmon | Mount Lemmon Survey | —         | MPC                           |
| 476210     | 2007 UC91  | 18 out 2007 | Kitt Peak    | Spacewatch          | —         | MPC                           |
| 476211     | 2007 UY93  | 31 out 2007 | Mount Lemmon | Mount Lemmon Survey | —         | MPC                           |
| 476212     | 2007 UX97  | 30 out 2007 | Mount Lemmon | Mount Lemmon Survey | —         | MPC                           |
| 476213     | 2007 UN102 | 30 out 2007 | Mount Lemmon | Mount Lemmon Survey | —         | MPC                           |
| 476214     | 2007 UT102 | 30 out 2007 | Mount Lemmon | Mount Lemmon Survey | —         | MPC                           |
| 476215     | 2007 US107 | 30 out 2007 | Kitt Peak    | Spacewatch          | —         | MPC                           |
| 476216     | 2007 UX109 | 30 out 2007 | Mount Lemmon | Mount Lemmon Survey | —         | MPC                           |
| 476217     | 2007 UP112 | 4 out 2007  | Kitt Peak    | Spacewatch          | —         | MPC                           |
| 476218     | 2007 UU114 | 31 out 2007 | Kitt Peak    | Spacewatch          | —         | MPC                           |
| 476219     | 2007 US116 | 10 out 2007 | Catalina     | CSS                 | —         | MPC                           |
| 476220     | 2007 UK129 | 21 out 2007 | Mount Lemmon | Mount Lemmon Survey | —         | MPC                           |
| 476221     | 2007 UA130 | 16 out 2007 | Catalina     | CSS                 | —         | MPC                           |
| 476222     | 2007 UM131 | 16 out 2007 | Mount Lemmon | Mount Lemmon Survey | —         | MPC                           |
| 476223     | 2007 UW134 | 30 out 2007 | Kitt Peak    | Spacewatch          | —         | MPC                           |
| 476224     | 2007 UW136 | 24 out 2007 | Mount Lemmon | Mount Lemmon Survey | —         | MPC                           |
| 476225     | 2007 UT140 | 20 out 2007 | Mount Lemmon | Mount Lemmon Survey | —         | MPC                           |
| 476226     | 2007 VU16  | 10 out 2007 | Kitt Peak    | Spacewatch          | —         | MPC                           |
| 476227     | 2007 VX18  | 1 nov 2007  | Mount Lemmon | Mount Lemmon Survey | —         | MPC                           |
| 476228     | 2007 VU20  | 13 out 2007 | Mount Lemmon | Mount Lemmon Survey | —         | MPC                           |
| 476229     | 2007 VZ20  | 2 nov 2007  | Mount Lemmon | Mount Lemmon Survey | —         | MPC                           |
| 476230     | 2007 VC24  | 2 nov 2007  | Mount Lemmon | Mount Lemmon Survey | —         | MPC                           |
| 476231     | 2007 VT25  | 18 out 2007 | Kitt Peak    | Spacewatch          | —         | MPC                           |
| 476232     | 2007 VO29  | 9 out 2007  | Kitt Peak    | Spacewatch          | —         | MPC                           |
| 476233     | 2007 VW31  | 2 nov 2007  | Kitt Peak    | Spacewatch          | —         | MPC                           |
| 476234     | 2007 VJ34  | 15 set 2007 | Mount Lemmon | Mount Lemmon Survey | Hanna     | MPC                           |
| 476235     | 2007 VE35  | 20 out 2007 | Mount Lemmon | Mount Lemmon Survey | —         | MPC                           |
| 476236     | 2007 VY36  | 10 out 2007 | Kitt Peak    | Spacewatch          | —         | MPC                           |
| 476237     | 2007 VD41  | 18 out 2007 | Kitt Peak    | Spacewatch          | —         | MPC                           |
| 476238     | 2007 VF57  | 1 nov 2007  | Kitt Peak    | Spacewatch          | —         | MPC                           |
| 476239     | 2007 VP57  | 1 nov 2007  | Kitt Peak    | Spacewatch          | —         | MPC                           |
| 476240     | 2007 VW61  | 1 nov 2007  | Kitt Peak    | Spacewatch          | —         | MPC                           |
| 476241     | 2007 VH64  | 1 nov 2007  | Kitt Peak    | Spacewatch          | —         | MPC                           |
| 476242     | 2007 VT65  | 2 nov 2007  | Mount Lemmon | Mount Lemmon Survey | Henan     | MPC                           |
| 476243     | 2007 VJ66  | 14 set 2007 | Mount Lemmon | Mount Lemmon Survey | —         | MPC                           |
| 476244     | 2007 VL67  | 3 nov 2007  | Kitt Peak    | Spacewatch          | —         | MPC                           |
| 476245     | 2007 VC69  | 14 set 2007 | Mount Lemmon | Mount Lemmon Survey | —         | MPC                           |
| 476246     | 2007 VT74  | 3 nov 2007  | Kitt Peak    | Spacewatch          | —         | MPC                           |
| 476247     | 2007 VT76  | 12 out 2007 | Kitt Peak    | Spacewatch          | —         | MPC                           |
| 476248     | 2007 VB77  | 8 out 2007  | Kitt Peak    | Spacewatch          | —         | MPC                           |
| 476249     | 2007 VV77  | 3 nov 2007  | Kitt Peak    | Spacewatch          | —         | MPC                           |
| 476250     | 2007 VU79  | 3 nov 2007  | Kitt Peak    | Spacewatch          | —         | MPC                           |
| 476251     | 2007 VU84  | 10 out 2007 | Kitt Peak    | Spacewatch          | —         | MPC                           |
| 476252     | 2007 VG91  | 19 out 2007 | Kitt Peak    | Spacewatch          | —         | MPC                           |
| 476253     | 2007 VJ94  | 4 nov 2007  | Kitt Peak    | Spacewatch          | —         | MPC                           |
| 476254     | 2007 VG97  | 1 nov 2007  | Kitt Peak    | Spacewatch          | Eos       | MPC                           |
| 476255     | 2007 VW97  | 1 nov 2007  | Kitt Peak    | Spacewatch          | —         | MPC                           |
| 476256     | 2007 VC99  | 2 nov 2007  | Mount Lemmon | Mount Lemmon Survey | —         | MPC                           |
| 476257     | 2007 VE103 | 12 set 2007 | Mount Lemmon | Mount Lemmon Survey | —         | MPC                           |
| 476258     | 2007 VF103 | 3 nov 2007  | Kitt Peak    | Spacewatch          | —         | MPC                           |
| 476259     | 2007 VJ103 | 9 out 2007  | Mount Lemmon | Mount Lemmon Survey | —         | MPC                           |
| 476260     | 2007 VS104 | 3 nov 2007  | Kitt Peak    | Spacewatch          | —         | MPC                           |
| 476261     | 2007 VS110 | 3 nov 2007  | Kitt Peak    | Spacewatch          | —         | MPC                           |
| 476262     | 2007 VC117 | 3 nov 2007  | Kitt Peak    | Spacewatch          | —         | MPC                           |
| 476263     | 2007 VN124 | 5 nov 2007  | Mount Lemmon | Mount Lemmon Survey | —         | MPC                           |
| 476264     | 2007 VX124 | 5 nov 2007  | Mount Lemmon | Mount Lemmon Survey | —         | MPC                           |
| 476265     | 2007 VO142 | 4 nov 2007  | Kitt Peak    | Spacewatch          | —         | MPC                           |
| 476266     | 2007 VV145 | 4 nov 2007  | Kitt Peak    | Spacewatch          | —         | MPC                           |
| 476267     | 2007 VF154 | 12 set 2007 | Mount Lemmon | Mount Lemmon Survey | —         | MPC                           |
| 476268     | 2007 VH158 | 5 nov 2007  | Kitt Peak    | Spacewatch          | —         | MPC                           |
| 476269     | 2007 VM160 | 20 out 2007 | Mount Lemmon | Mount Lemmon Survey | —         | MPC                           |
| 476270     | 2007 VC161 | 5 nov 2007  | Kitt Peak    | Spacewatch          | —         | MPC                           |
| 476271     | 2007 VG163 | 5 nov 2007  | Kitt Peak    | Spacewatch          | —         | MPC                           |
| 476272     | 2007 VT168 | 5 nov 2007  | Kitt Peak    | Spacewatch          | —         | MPC                           |
| 476273     | 2007 VZ177 | 7 nov 2007  | Mount Lemmon | Mount Lemmon Survey | —         | MPC                           |
| 476274     | 2007 VQ178 | 7 nov 2007  | Mount Lemmon | Mount Lemmon Survey | —         | MPC                           |
| 476275     | 2007 VF183 | 8 nov 2007  | Catalina     | CSS                 | —         | MPC                           |
| 476276     | 2007 VV195 | 7 nov 2007  | Mount Lemmon | Mount Lemmon Survey | —         | MPC                           |
| 476277     | 2007 VH199 | 9 nov 2007  | Mount Lemmon | Mount Lemmon Survey | —         | MPC                           |
| 476278     | 2007 VZ213 | 20 out 2007 | Mount Lemmon | Mount Lemmon Survey | —         | MPC                           |
| 476279     | 2007 VB218 | 5 nov 2007  | Kitt Peak    | Spacewatch          | —         | MPC                           |
| 476280     | 2007 VD218 | 9 nov 2007  | Kitt Peak    | Spacewatch          | —         | MPC                           |
| 476281     | 2007 VL222 | 13 out 2007 | Kitt Peak    | Spacewatch          | —         | MPC                           |
| 476282     | 2007 VT225 | 18 out 2007 | Kitt Peak    | Spacewatch          | —         | MPC                           |
| 476283     | 2007 VN227 | 3 nov 2007  | Kitt Peak    | Spacewatch          | —         | MPC                           |
| 476284     | 2007 VB231 | 3 nov 2007  | Kitt Peak    | Spacewatch          | —         | MPC                           |
| 476285     | 2007 VJ238 | 16 out 2007 | Mount Lemmon | Mount Lemmon Survey | —         | MPC                           |
| 476286     | 2007 VW239 | 5 nov 2007  | Kitt Peak    | Spacewatch          | —         | MPC                           |
| 476287     | 2007 VG242 | 5 nov 2007  | Catalina     | CSS                 | —         | MPC                           |
| 476288     | 2007 VM244 | 15 nov 2007 | La Sagra     | Mallorca Obs.       | —         | MPC                           |
| 476289     | 2007 VU256 | 13 nov 2007 | Mount Lemmon | Mount Lemmon Survey | —         | MPC                           |
| 476290     | 2007 VT263 | 13 nov 2007 | Mount Lemmon | Mount Lemmon Survey | —         | MPC                           |
| 476291     | 2007 VS284 | 14 nov 2007 | Kitt Peak    | Spacewatch          | —         | MPC                           |
| 476292     | 2007 VG295 | 19 out 2007 | Kitt Peak    | Spacewatch          | —         | MPC                           |
| 476293     | 2007 VY307 | 5 nov 2007  | Kitt Peak    | Spacewatch          | —         | MPC                           |
| 476294     | 2007 VZ310 | 8 nov 2007  | Mount Lemmon | Mount Lemmon Survey | —         | MPC                           |
| 476295     | 2007 VW315 | 8 nov 2007  | Kitt Peak    | Spacewatch          | —         | MPC                           |
| 476296     | 2007 VE319 | 3 nov 2007  | Kitt Peak    | Spacewatch          | —         | MPC                           |
| 476297     | 2007 VZ321 | 8 nov 2007  | Catalina     | CSS                 | —         | MPC                           |
| 476298     | 2007 VQ325 | 2 nov 2007  | Socorro      | LINEAR              | —         | MPC                           |
| 476299     | 2007 VV326 | 4 nov 2007  | Kitt Peak    | Spacewatch          | —         | MPC                           |
| 476300     | 2007 VQ328 | 9 nov 2007  | Socorro      | LINEAR              | —         | MPC                           |

## 476301–476400
| Designação | Designação | Descoberta  | Descoberta   | Descobridor(es)     | Categoria | Mais informações / Referência |
| Permanente | Provisória | Data        | Local        | Descobridor(es)     | Categoria | Mais informações / Referência |
| ---------- | ---------- | ----------- | ------------ | ------------------- | --------- | ----------------------------- |
| 476301     | 2007 VZ332 | 9 nov 2007  | Socorro      | LINEAR              | —         | MPC                           |
| 476302     | 2007 VD334 | 12 nov 2007 | Mount Lemmon | Mount Lemmon Survey | —         | MPC                           |
| 476303     | 2007 VW334 | 14 nov 2007 | Mount Lemmon | Mount Lemmon Survey | —         | MPC                           |
| 476304     | 2007 VH335 | 8 nov 2007  | Mount Lemmon | Mount Lemmon Survey | —         | MPC                           |
| 476305     | 2007 WO26  | 18 nov 2007 | Mount Lemmon | Mount Lemmon Survey | —         | MPC                           |
| 476306     | 2007 WW30  | 19 nov 2007 | Kitt Peak    | Spacewatch          | —         | MPC                           |
| 476307     | 2007 WU31  | 2 nov 2007  | Kitt Peak    | Spacewatch          | —         | MPC                           |
| 476308     | 2007 WL34  | 4 nov 2007  | Kitt Peak    | Spacewatch          | —         | MPC                           |
| 476309     | 2007 WD62  | 17 nov 2007 | Kitt Peak    | Spacewatch          | —         | MPC                           |
| 476310     | 2007 XA13  | 4 nov 2007  | Kitt Peak    | Spacewatch          | —         | MPC                           |
| 476311     | 2007 XF17  | 5 dez 2007  | Kitt Peak    | Spacewatch          | —         | MPC                           |
| 476312     | 2007 XQ18  | 5 nov 2007  | Kitt Peak    | Spacewatch          | —         | MPC                           |
| 476313     | 2007 XE21  | 1 nov 2007  | Kitt Peak    | Spacewatch          | —         | MPC                           |
| 476314     | 2007 XU32  | 5 nov 2007  | Mount Lemmon | Mount Lemmon Survey | —         | MPC                           |
| 476315     | 2007 XM33  | 3 nov 2007  | Kitt Peak    | Spacewatch          | —         | MPC                           |
| 476316     | 2007 XT43  | 5 dez 2007  | Kitt Peak    | Spacewatch          | —         | MPC                           |
| 476317     | 2007 XC44  | 15 dez 2007 | Kitt Peak    | Spacewatch          | —         | MPC                           |
| 476318     | 2007 XG55  | 15 dez 2007 | Kitt Peak    | Spacewatch          | —         | MPC                           |
| 476319     | 2007 XW55  | 21 out 2007 | Mount Lemmon | Mount Lemmon Survey | —         | MPC                           |
| 476320     | 2007 YE2   | 16 dez 2007 | La Sagra     | Mallorca Obs.       | —         | MPC                           |
| 476321     | 2007 YX3   | 17 dez 2007 | Piszkéstető  | K. Sárneczky        | —         | MPC                           |
| 476322     | 2007 YZ5   | 14 out 2007 | Mount Lemmon | Mount Lemmon Survey | —         | MPC                           |
| 476323     | 2007 YL7   | 16 dez 2007 | Kitt Peak    | Spacewatch          | —         | MPC                           |
| 476324     | 2007 YQ10  | 16 dez 2007 | Mount Lemmon | Mount Lemmon Survey | Brangane  | MPC                           |
| 476325     | 2007 YG26  | 18 dez 2007 | Mount Lemmon | Mount Lemmon Survey | —         | MPC                           |
| 476326     | 2007 YX28  | 19 dez 2007 | Kitt Peak    | Spacewatch          | —         | MPC                           |
| 476327     | 2007 YM41  | 30 dez 2007 | Kitt Peak    | Spacewatch          | Brangane  | MPC                           |
| 476328     | 2007 YW63  | 31 dez 2007 | Kitt Peak    | Spacewatch          | —         | MPC                           |
| 476329     | 2007 YS65  | 31 dez 2007 | Mount Lemmon | Mount Lemmon Survey | —         | MPC                           |
| 476330     | 2007 YV66  | 30 dez 2007 | Kitt Peak    | Spacewatch          | —         | MPC                           |
| 476331     | 2008 AW20  | 10 jan 2008 | Mount Lemmon | Mount Lemmon Survey | —         | MPC                           |
| 476332     | 2008 AT31  | 7 nov 2007  | Mount Lemmon | Mount Lemmon Survey | —         | MPC                           |
| 476333     | 2008 AW36  | 31 dez 2007 | Catalina     | CSS                 | —         | MPC                           |
| 476334     | 2008 AR37  | 10 jan 2008 | Kitt Peak    | Spacewatch          | —         | MPC                           |
| 476335     | 2008 AP43  | 18 nov 2007 | Mount Lemmon | Mount Lemmon Survey | —         | MPC                           |
| 476336     | 2008 AQ44  | 18 nov 2007 | Mount Lemmon | Mount Lemmon Survey | —         | MPC                           |
| 476337     | 2008 AY44  | 10 jan 2008 | Kitt Peak    | Spacewatch          | —         | MPC                           |
| 476338     | 2008 AB53  | 11 jan 2008 | Kitt Peak    | Spacewatch          | —         | MPC                           |
| 476339     | 2008 AS72  | 15 jan 2008 | Socorro      | LINEAR              | —         | MPC                           |
| 476340     | 2008 AQ73  | 10 jan 2008 | Mount Lemmon | Mount Lemmon Survey | —         | MPC                           |
| 476341     | 2008 AZ75  | 18 dez 2007 | Mount Lemmon | Mount Lemmon Survey | —         | MPC                           |
| 476342     | 2008 AT83  | 11 nov 2007 | Mount Lemmon | Mount Lemmon Survey | —         | MPC                           |
| 476343     | 2008 AC98  | 14 jan 2008 | Kitt Peak    | Spacewatch          | —         | MPC                           |
| 476344     | 2008 AM98  | 14 jan 2008 | Kitt Peak    | Spacewatch          | —         | MPC                           |
| 476345     | 2008 AV105 | 4 dez 2007  | Mount Lemmon | Mount Lemmon Survey | —         | MPC                           |
| 476346     | 2008 AO111 | 14 dez 2007 | Mount Lemmon | Mount Lemmon Survey | —         | MPC                           |
| 476347     | 2008 AS117 | 10 jan 2008 | Mount Lemmon | Mount Lemmon Survey | —         | MPC                           |
| 476348     | 2008 AT123 | 6 jan 2008  | Mauna Kea    | P. A. Wiegert       | —         | MPC                           |
| 476349     | 2008 AC127 | 1 jan 2008  | Kitt Peak    | Spacewatch          | Brangane  | MPC                           |
| 476350     | 2008 AE127 | 1 jan 2008  | Mount Lemmon | Mount Lemmon Survey | —         | MPC                           |
| 476351     | 2008 AZ127 | 11 jan 2008 | Mount Lemmon | Mount Lemmon Survey | —         | MPC                           |
| 476352     | 2008 AK134 | 1 jan 2008  | Kitt Peak    | Spacewatch          | Brangane  | MPC                           |
| 476353     | 2008 BZ1   | 11 jan 2008 | Catalina     | CSS                 | —         | MPC                           |
| 476354     | 2008 BN3   | 16 jan 2008 | Kitt Peak    | Spacewatch          | —         | MPC                           |
| 476355     | 2008 BV12  | 18 jan 2008 | Kitt Peak    | Spacewatch          | —         | MPC                           |
| 476356     | 2008 BR14  | 11 nov 2007 | Mount Lemmon | Mount Lemmon Survey | —         | MPC                           |
| 476357     | 2008 BX22  | 31 jan 2008 | Mount Lemmon | Mount Lemmon Survey | —         | MPC                           |
| 476358     | 2008 BO33  | 30 jan 2008 | Kitt Peak    | Spacewatch          | Brangane  | MPC                           |
| 476359     | 2008 BR38  | 20 dez 2007 | Mount Lemmon | Mount Lemmon Survey | —         | MPC                           |
| 476360     | 2008 BA40  | 30 jan 2008 | Catalina     | CSS                 | —         | MPC                           |
| 476361     | 2008 BP46  | 30 jan 2008 | Mount Lemmon | Mount Lemmon Survey | —         | MPC                           |
| 476362     | 2008 BS46  | 30 jan 2008 | Mount Lemmon | Mount Lemmon Survey | —         | MPC                           |
| 476363     | 2008 BJ49  | 18 jan 2008 | Kitt Peak    | Spacewatch          | —         | MPC                           |
| 476364     | 2008 BP49  | 30 jan 2008 | Mount Lemmon | Mount Lemmon Survey | —         | MPC                           |
| 476365     | 2008 CX2   | 1 fev 2008  | Mount Lemmon | Mount Lemmon Survey | —         | MPC                           |
| 476366     | 2008 CW11  | 3 fev 2008  | Kitt Peak    | Spacewatch          | Brangane  | MPC                           |
| 476367     | 2008 CH14  | 3 fev 2008  | Kitt Peak    | Spacewatch          | —         | MPC                           |
| 476368     | 2008 CE19  | 3 fev 2008  | Kitt Peak    | Spacewatch          | —         | MPC                           |
| 476369     | 2008 CL26  | 10 jan 2008 | Mount Lemmon | Mount Lemmon Survey | —         | MPC                           |
| 476370     | 2008 CB27  | 10 jan 2008 | Mount Lemmon | Mount Lemmon Survey | —         | MPC                           |
| 476371     | 2008 CY33  | 22 out 2006 | Kitt Peak    | Spacewatch          | —         | MPC                           |
| 476372     | 2008 CL34  | 2 fev 2008  | Kitt Peak    | Spacewatch          | —         | MPC                           |
| 476373     | 2008 CO35  | 2 fev 2008  | Kitt Peak    | Spacewatch          | —         | MPC                           |
| 476374     | 2008 CS35  | 2 fev 2008  | Kitt Peak    | Spacewatch          | —         | MPC                           |
| 476375     | 2008 CK36  | 2 fev 2008  | Kitt Peak    | Spacewatch          | —         | MPC                           |
| 476376     | 2008 CT36  | 2 fev 2008  | Kitt Peak    | Spacewatch          | —         | MPC                           |
| 476377     | 2008 CD41  | 2 fev 2008  | Kitt Peak    | Spacewatch          | —         | MPC                           |
| 476378     | 2008 CD43  | 2 fev 2008  | Kitt Peak    | Spacewatch          | —         | MPC                           |
| 476379     | 2008 CG48  | 3 fev 2008  | Kitt Peak    | Spacewatch          | —         | MPC                           |
| 476380     | 2008 CH48  | 3 fev 2008  | Kitt Peak    | Spacewatch          | Brangane  | MPC                           |
| 476381     | 2008 CS50  | 1 jan 2008  | Mount Lemmon | Mount Lemmon Survey | —         | MPC                           |
| 476382     | 2008 CO54  | 14 jan 2008 | Kitt Peak    | Spacewatch          | —         | MPC                           |
| 476383     | 2008 CQ68  | 11 jan 2008 | Kitt Peak    | Spacewatch          | —         | MPC                           |
| 476384     | 2008 CC69  | 20 jan 2008 | Kitt Peak    | Spacewatch          | —         | MPC                           |
| 476385     | 2008 CH71  | 5 dez 2007  | Mount Lemmon | Mount Lemmon Survey | —         | MPC                           |
| 476386     | 2008 CX76  | 6 fev 2008  | Catalina     | CSS                 | —         | MPC                           |
| 476387     | 2008 CS90  | 8 fev 2008  | Kitt Peak    | Spacewatch          | —         | MPC                           |
| 476388     | 2008 CL108 | 9 fev 2008  | Catalina     | CSS                 | —         | MPC                           |
| 476389     | 2008 CG127 | 31 jan 2008 | Mount Lemmon | Mount Lemmon Survey | —         | MPC                           |
| 476390     | 2008 CZ133 | 12 jan 2008 | Kitt Peak    | Spacewatch          | Brangane  | MPC                           |
| 476391     | 2008 CQ136 | 10 jan 2008 | Kitt Peak    | Spacewatch          | —         | MPC                           |
| 476392     | 2008 CW149 | 9 fev 2008  | Kitt Peak    | Spacewatch          | —         | MPC                           |
| 476393     | 2008 CD163 | 2 fev 2008  | Kitt Peak    | Spacewatch          | —         | MPC                           |
| 476394     | 2008 CJ164 | 12 jan 2008 | Mount Lemmon | Mount Lemmon Survey | —         | MPC                           |
| 476395     | 2008 CQ171 | 12 fev 2008 | Mount Lemmon | Mount Lemmon Survey | —         | MPC                           |
| 476396     | 2008 CP182 | 11 fev 2008 | Mount Lemmon | Mount Lemmon Survey | —         | MPC                           |
| 476397     | 2008 CE191 | 2 fev 2008  | Kitt Peak    | Spacewatch          | —         | MPC                           |
| 476398     | 2008 CQ191 | 2 fev 2008  | Kitt Peak    | Spacewatch          | Brangane  | MPC                           |
| 476399     | 2008 CR196 | 7 fev 2008  | Mount Lemmon | Mount Lemmon Survey | —         | MPC                           |
| 476400     | 2008 CC200 | 9 fev 2008  | Catalina     | CSS                 | —         | MPC                           |

## 476401–476500
| Designação | Designação | Descoberta  | Descoberta      | Descobridor(es)     | Categoria | Mais informações / Referência |
| Permanente | Provisória | Data        | Local           | Descobridor(es)     | Categoria | Mais informações / Referência |
| ---------- | ---------- | ----------- | --------------- | ------------------- | --------- | ----------------------------- |
| 476401     | 2008 CF203 | 10 fev 2008 | Mount Lemmon    | Mount Lemmon Survey | —         | MPC                           |
| 476402     | 2008 CE205 | 11 fev 2008 | Mount Lemmon    | Mount Lemmon Survey | —         | MPC                           |
| 476403     | 2008 CE207 | 12 fev 2008 | Kitt Peak       | Spacewatch          | —         | MPC                           |
| 476404     | 2008 CG207 | 13 fev 2008 | Kitt Peak       | Spacewatch          | —         | MPC                           |
| 476405     | 2008 CK207 | 13 fev 2008 | Kitt Peak       | Spacewatch          | —         | MPC                           |
| 476406     | 2008 CO207 | 13 fev 2008 | Kitt Peak       | Spacewatch          | —         | MPC                           |
| 476407     | 2008 CW207 | 10 fev 2008 | Kitt Peak       | Spacewatch          | —         | MPC                           |
| 476408     | 2008 CU210 | 2 fev 2008  | Kitt Peak       | Spacewatch          | —         | MPC                           |
| 476409     | 2008 CU212 | 8 fev 2008  | Mount Lemmon    | Mount Lemmon Survey | —         | MPC                           |
| 476410     | 2008 DY1   | 24 fev 2008 | Kitt Peak       | Spacewatch          | —         | MPC                           |
| 476411     | 2008 DK3   | 8 fev 2008  | Kitt Peak       | Spacewatch          | —         | MPC                           |
| 476412     | 2008 DQ3   | 30 jan 2008 | Mount Lemmon    | Mount Lemmon Survey | —         | MPC                           |
| 476413     | 2008 DD13  | 7 fev 2008  | Kitt Peak       | Spacewatch          | —         | MPC                           |
| 476414     | 2008 DT17  | 26 fev 2008 | Mount Lemmon    | Mount Lemmon Survey | —         | MPC                           |
| 476415     | 2008 DX20  | 28 fev 2008 | Kitt Peak       | Spacewatch          | —         | MPC                           |
| 476416     | 2008 DC26  | 29 fev 2008 | Purple Mountain | PMO NEO             | —         | MPC                           |
| 476417     | 2008 DO28  | 10 jan 2008 | Mount Lemmon    | Mount Lemmon Survey | —         | MPC                           |
| 476418     | 2008 DO29  | 19 jan 2008 | Kitt Peak       | Spacewatch          | —         | MPC                           |
| 476419     | 2008 DS31  | 2 fev 2008  | Kitt Peak       | Spacewatch          | Brangane  | MPC                           |
| 476420     | 2008 DP32  | 27 fev 2008 | Kitt Peak       | Spacewatch          | —         | MPC                           |
| 476421     | 2008 DE34  | 11 jan 2008 | Kitt Peak       | Spacewatch          | —         | MPC                           |
| 476422     | 2008 DT34  | 10 fev 2008 | Kitt Peak       | Spacewatch          | —         | MPC                           |
| 476423     | 2008 DE55  | 26 fev 2008 | Kitt Peak       | Spacewatch          | —         | MPC                           |
| 476424     | 2008 DS59  | 31 jan 2008 | Kitt Peak       | Spacewatch          | —         | MPC                           |
| 476425     | 2008 DO62  | 28 fev 2008 | Mount Lemmon    | Mount Lemmon Survey | —         | MPC                           |
| 476426     | 2008 DR65  | 9 fev 2008  | Mount Lemmon    | Mount Lemmon Survey | —         | MPC                           |
| 476427     | 2008 DR67  | 29 fev 2008 | Kitt Peak       | Spacewatch          | —         | MPC                           |
| 476428     | 2008 DR71  | 2 fev 2008  | Kitt Peak       | Spacewatch          | Ursula    | MPC                           |
| 476429     | 2008 DG77  | 30 jan 2008 | Kitt Peak       | Spacewatch          | —         | MPC                           |
| 476430     | 2008 DY78  | 7 fev 2008  | Socorro         | LINEAR              | —         | MPC                           |
| 476431     | 2008 DA82  | 28 fev 2008 | Kitt Peak       | Spacewatch          | —         | MPC                           |
| 476432     | 2008 DZ82  | 28 fev 2008 | Mount Lemmon    | Mount Lemmon Survey | Brangane  | MPC                           |
| 476433     | 2008 DV83  | 28 fev 2008 | Kitt Peak       | Spacewatch          | —         | MPC                           |
| 476434     | 2008 DQ87  | 29 fev 2008 | Mount Lemmon    | Mount Lemmon Survey | —         | MPC                           |
| 476435     | 2008 DY88  | 28 fev 2008 | Kitt Peak       | Spacewatch          | —         | MPC                           |
| 476436     | 2008 DM89  | 28 fev 2008 | Mount Lemmon    | Mount Lemmon Survey | —         | MPC                           |
| 476437     | 2008 EQ3   | 14 fev 2008 | Mount Lemmon    | Mount Lemmon Survey | —         | MPC                           |
| 476438     | 2008 EB9   | 8 mar 2008  | Kitt Peak       | Spacewatch          | —         | MPC                           |
| 476439     | 2008 ET9   | 30 jan 2008 | Mount Lemmon    | Mount Lemmon Survey | —         | MPC                           |
| 476440     | 2008 EA17  | 19 out 2006 | Mount Lemmon    | Mount Lemmon Survey | —         | MPC                           |
| 476441     | 2008 EL26  | 12 fev 2008 | Mount Lemmon    | Mount Lemmon Survey | —         | MPC                           |
| 476442     | 2008 EL28  | 4 mar 2008  | Mount Lemmon    | Mount Lemmon Survey | —         | MPC                           |
| 476443     | 2008 EP35  | 2 mar 2008  | Mount Lemmon    | Mount Lemmon Survey | —         | MPC                           |
| 476444     | 2008 EA36  | 13 jan 2002 | Socorro         | LINEAR              | —         | MPC                           |
| 476445     | 2008 EW39  | 29 fev 2008 | Kitt Peak       | Spacewatch          | —         | MPC                           |
| 476446     | 2008 EN40  | 4 mar 2008  | Kitt Peak       | Spacewatch          | —         | MPC                           |
| 476447     | 2008 EW41  | 4 mar 2008  | Kitt Peak       | Spacewatch          | —         | MPC                           |
| 476448     | 2008 EQ45  | 12 fev 2008 | Mount Lemmon    | Mount Lemmon Survey | —         | MPC                           |
| 476449     | 2008 EW45  | 5 mar 2008  | Kitt Peak       | Spacewatch          | —         | MPC                           |
| 476450     | 2008 EO50  | 6 mar 2008  | Mount Lemmon    | Mount Lemmon Survey | —         | MPC                           |
| 476451     | 2008 EV50  | 6 mar 2008  | Mount Lemmon    | Mount Lemmon Survey | —         | MPC                           |
| 476452     | 2008 EY50  | 6 mar 2008  | Kitt Peak       | Spacewatch          | —         | MPC                           |
| 476453     | 2008 EZ58  | 8 fev 2008  | Kitt Peak       | Spacewatch          | —         | MPC                           |
| 476454     | 2008 EC65  | 9 mar 2008  | Mount Lemmon    | Mount Lemmon Survey | —         | MPC                           |
| 476455     | 2008 EV70  | 15 jan 2008 | Mount Lemmon    | Mount Lemmon Survey | —         | MPC                           |
| 476456     | 2008 EY74  | 28 fev 2008 | Kitt Peak       | Spacewatch          | —         | MPC                           |
| 476457     | 2008 EY79  | 20 jan 2008 | Mount Lemmon    | Mount Lemmon Survey | —         | MPC                           |
| 476458     | 2008 EP108 | 13 fev 2008 | Kitt Peak       | Spacewatch          | —         | MPC                           |
| 476459     | 2008 EZ116 | 8 mar 2008  | Kitt Peak       | Spacewatch          | —         | MPC                           |
| 476460     | 2008 EB126 | 10 mar 2008 | Kitt Peak       | Spacewatch          | —         | MPC                           |
| 476461     | 2008 EG127 | 10 mar 2008 | Kitt Peak       | Spacewatch          | —         | MPC                           |
| 476462     | 2008 EG130 | 11 mar 2008 | Kitt Peak       | Spacewatch          | —         | MPC                           |
| 476463     | 2008 EF141 | 7 fev 2002  | Kitt Peak       | Spacewatch          | —         | MPC                           |
| 476464     | 2008 EU149 | 5 mar 2008  | Kitt Peak       | Spacewatch          | —         | MPC                           |
| 476465     | 2008 ED153 | 11 mar 2008 | Mount Lemmon    | Mount Lemmon Survey | Brangane  | MPC                           |
| 476466     | 2008 EO154 | 5 mar 2008  | Kitt Peak       | Spacewatch          | —         | MPC                           |
| 476467     | 2008 EY156 | 5 mar 2008  | Socorro         | LINEAR              | —         | MPC                           |
| 476468     | 2008 ER158 | 10 mar 2008 | Kitt Peak       | Spacewatch          | —         | MPC                           |
| 476469     | 2008 EU164 | 1 mar 2008  | Kitt Peak       | Spacewatch          | —         | MPC                           |
| 476470     | 2008 EY164 | 1 mar 2008  | Kitt Peak       | Spacewatch          | —         | MPC                           |
| 476471     | 2008 FL2   | 25 mar 2008 | Kitt Peak       | Spacewatch          | —         | MPC                           |
| 476472     | 2008 FP2   | 11 jan 2008 | Mount Lemmon    | Mount Lemmon Survey | —         | MPC                           |
| 476473     | 2008 FG9   | 29 ago 2005 | Kitt Peak       | Spacewatch          | Brangane  | MPC                           |
| 476474     | 2008 FY18  | 27 mar 2008 | Mount Lemmon    | Mount Lemmon Survey | —         | MPC                           |
| 476475     | 2008 FN20  | 10 mar 2008 | Mount Lemmon    | Mount Lemmon Survey | —         | MPC                           |
| 476476     | 2008 FG22  | 27 mar 2008 | Kitt Peak       | Spacewatch          | —         | MPC                           |
| 476477     | 2008 FY30  | 3 fev 2008  | Kitt Peak       | Spacewatch          | —         | MPC                           |
| 476478     | 2008 FN36  | 7 fev 2008  | Mount Lemmon    | Mount Lemmon Survey | —         | MPC                           |
| 476479     | 2008 FM42  | 7 fev 2008  | Mount Lemmon    | Mount Lemmon Survey | —         | MPC                           |
| 476480     | 2008 FD44  | 2 mar 2008  | Kitt Peak       | Spacewatch          | —         | MPC                           |
| 476481     | 2008 FZ44  | 28 mar 2008 | Mount Lemmon    | Mount Lemmon Survey | —         | MPC                           |
| 476482     | 2008 FF49  | 2 mar 2008  | Kitt Peak       | Spacewatch          | —         | MPC                           |
| 476483     | 2008 FN52  | 28 mar 2008 | Mount Lemmon    | Mount Lemmon Survey | —         | MPC                           |
| 476484     | 2008 FA56  | 12 mar 2008 | Mount Lemmon    | Mount Lemmon Survey | —         | MPC                           |
| 476485     | 2008 FT63  | 16 dez 2007 | Kitt Peak       | Spacewatch          | —         | MPC                           |
| 476486     | 2008 FV63  | 27 mar 2008 | Kitt Peak       | Spacewatch          | —         | MPC                           |
| 476487     | 2008 FR64  | 5 mar 2008  | Mount Lemmon    | Mount Lemmon Survey | Mitidika  | MPC                           |
| 476488     | 2008 FK90  | 12 fev 2008 | Kitt Peak       | Spacewatch          | —         | MPC                           |
| 476489     | 2008 FL98  | 30 mar 2008 | Kitt Peak       | Spacewatch          | —         | MPC                           |
| 476490     | 2008 FZ104 | 30 mar 2008 | Kitt Peak       | Spacewatch          | —         | MPC                           |
| 476491     | 2008 FY106 | 31 mar 2008 | Kitt Peak       | Spacewatch          | —         | MPC                           |
| 476492     | 2008 FG108 | 11 mar 2008 | Kitt Peak       | Spacewatch          | —         | MPC                           |
| 476493     | 2008 FR112 | 31 mar 2008 | Kitt Peak       | Spacewatch          | —         | MPC                           |
| 476494     | 2008 FS116 | 31 mar 2008 | Kitt Peak       | Spacewatch          | —         | MPC                           |
| 476495     | 2008 FQ120 | 31 mar 2008 | Mount Lemmon    | Mount Lemmon Survey | —         | MPC                           |
| 476496     | 2008 FD123 | 28 mar 2008 | Kitt Peak       | Spacewatch          | —         | MPC                           |
| 476497     | 2008 FG126 | 27 mar 2008 | Kitt Peak       | Spacewatch          | —         | MPC                           |
| 476498     | 2008 FA133 | 30 mar 2008 | Kitt Peak       | Spacewatch          | —         | MPC                           |
| 476499     | 2008 FG136 | 26 mar 2008 | Kitt Peak       | Spacewatch          | —         | MPC                           |
| 476500     | 2008 GA6   | 1 abr 2008  | Kitt Peak       | Spacewatch          | —         | MPC                           |

## 476501–476600
| Designação | Designação | Descoberta  | Descoberta        | Descobridor(es)     | Categoria | Mais informações / Referência |
| Permanente | Provisória | Data        | Local             | Descobridor(es)     | Categoria | Mais informações / Referência |
| ---------- | ---------- | ----------- | ----------------- | ------------------- | --------- | ----------------------------- |
| 476501     | 2008 GS8   | 1 abr 2008  | Kitt Peak         | Spacewatch          | —         | MPC                           |
| 476502     | 2008 GP10  | 1 abr 2008  | Kitt Peak         | Spacewatch          | —         | MPC                           |
| 476503     | 2008 GE17  | 3 abr 2008  | Kitt Peak         | Spacewatch          | —         | MPC                           |
| 476504     | 2008 GD20  | 31 mar 2008 | Mount Lemmon      | Mount Lemmon Survey | —         | MPC                           |
| 476505     | 2008 GA22  | 13 abr 2008 | Sierra Nevada     | Sierra Nevada Obs.  | —         | MPC                           |
| 476506     | 2008 GE32  | 3 abr 2008  | Kitt Peak         | Spacewatch          | —         | MPC                           |
| 476507     | 2008 GT34  | 3 abr 2008  | Mount Lemmon      | Mount Lemmon Survey | —         | MPC                           |
| 476508     | 2008 GG43  | 4 abr 2008  | Mount Lemmon      | Mount Lemmon Survey | —         | MPC                           |
| 476509     | 2008 GX48  | 26 fev 2008 | Mount Lemmon      | Mount Lemmon Survey | —         | MPC                           |
| 476510     | 2008 GY50  | 1 out 2005  | Kitt Peak         | Spacewatch          | Brangane  | MPC                           |
| 476511     | 2008 GP52  | 5 abr 2008  | Mount Lemmon      | Mount Lemmon Survey | —         | MPC                           |
| 476512     | 2008 GA58  | 28 mar 2008 | Mount Lemmon      | Mount Lemmon Survey | —         | MPC                           |
| 476513     | 2008 GW61  | 5 abr 2008  | Mount Lemmon      | Mount Lemmon Survey | —         | MPC                           |
| 476514     | 2008 GD69  | 6 abr 2008  | Kitt Peak         | Spacewatch          | —         | MPC                           |
| 476515     | 2008 GM70  | 6 abr 2008  | Mount Lemmon      | Mount Lemmon Survey | —         | MPC                           |
| 476516     | 2008 GW72  | 2 mar 2008  | Kitt Peak         | Spacewatch          | —         | MPC                           |
| 476517     | 2008 GR73  | 31 mar 2008 | Mount Lemmon      | Mount Lemmon Survey | —         | MPC                           |
| 476518     | 2008 GN75  | 3 abr 2008  | Kitt Peak         | Spacewatch          | —         | MPC                           |
| 476519     | 2008 GM77  | 7 abr 2008  | Kitt Peak         | Spacewatch          | —         | MPC                           |
| 476520     | 2008 GU82  | 5 mar 2008  | Kitt Peak         | Spacewatch          | —         | MPC                           |
| 476521     | 2008 GH84  | 8 abr 2008  | Mount Lemmon      | Mount Lemmon Survey | —         | MPC                           |
| 476522     | 2008 GH88  | 29 mar 2008 | Mount Lemmon      | Mount Lemmon Survey | Mitidika  | MPC                           |
| 476523     | 2008 GO90  | 6 abr 2008  | Kitt Peak         | Spacewatch          | —         | MPC                           |
| 476524     | 2008 GU93  | 7 abr 2008  | Kitt Peak         | Spacewatch          | —         | MPC                           |
| 476525     | 2008 GQ95  | 7 mar 2008  | Mount Lemmon      | Mount Lemmon Survey | —         | MPC                           |
| 476526     | 2008 GP99  | 9 abr 2008  | Kitt Peak         | Spacewatch          | —         | MPC                           |
| 476527     | 2008 GY104 | 11 abr 2008 | Kitt Peak         | Spacewatch          | —         | MPC                           |
| 476528     | 2008 GX111 | 8 mar 2008  | Socorro           | LINEAR              | —         | MPC                           |
| 476529     | 2008 GJ117 | 11 abr 2008 | Kitt Peak         | Spacewatch          | —         | MPC                           |
| 476530     | 2008 GD126 | 4 abr 2008  | Catalina          | CSS                 | —         | MPC                           |
| 476531     | 2008 GX129 | 4 abr 2008  | Mount Lemmon      | Mount Lemmon Survey | —         | MPC                           |
| 476532     | 2008 GT131 | 6 abr 2008  | Kitt Peak         | Spacewatch          | —         | MPC                           |
| 476533     | 2008 GZ138 | 1 abr 2008  | Kitt Peak         | Spacewatch          | —         | MPC                           |
| 476534     | 2008 GQ141 | 1 abr 2008  | Kitt Peak         | Spacewatch          | —         | MPC                           |
| 476535     | 2008 GP143 | 14 abr 2008 | Catalina          | CSS                 | —         | MPC                           |
| 476536     | 2008 HE5   | 13 mar 2008 | Kitt Peak         | Spacewatch          | —         | MPC                           |
| 476537     | 2008 HE6   | 10 mar 2008 | Kitt Peak         | Spacewatch          | —         | MPC                           |
| 476538     | 2008 HN9   | 24 abr 2008 | Mount Lemmon      | Mount Lemmon Survey | —         | MPC                           |
| 476539     | 2008 HL14  | 25 abr 2008 | Kitt Peak         | Spacewatch          | —         | MPC                           |
| 476540     | 2008 HC24  | 3 abr 2008  | Mount Lemmon      | Mount Lemmon Survey | —         | MPC                           |
| 476541     | 2008 HM36  | 4 abr 2008  | Kitt Peak         | Spacewatch          | —         | MPC                           |
| 476542     | 2008 HV36  | 4 abr 2008  | Kitt Peak         | Spacewatch          | —         | MPC                           |
| 476543     | 2008 HQ43  | 27 abr 2008 | Mount Lemmon      | Mount Lemmon Survey | Brangane  | MPC                           |
| 476544     | 2008 HB44  | 27 abr 2008 | Mount Lemmon      | Mount Lemmon Survey | —         | MPC                           |
| 476545     | 2008 HD46  | 28 abr 2008 | Kitt Peak         | Spacewatch          | —         | MPC                           |
| 476546     | 2008 HO50  | 29 abr 2008 | Kitt Peak         | Spacewatch          | —         | MPC                           |
| 476547     | 2008 HH51  | 14 abr 2008 | Kitt Peak         | Spacewatch          | —         | MPC                           |
| 476548     | 2008 HO56  | 30 abr 2008 | Kitt Peak         | Spacewatch          | —         | MPC                           |
| 476549     | 2008 JB10  | 29 abr 2008 | Kitt Peak         | Spacewatch          | —         | MPC                           |
| 476550     | 2008 JQ10  | 30 mar 2008 | Kitt Peak         | Spacewatch          | —         | MPC                           |
| 476551     | 2008 JO13  | 5 mai 2008  | Mount Lemmon      | Mount Lemmon Survey | —         | MPC                           |
| 476552     | 2008 JQ16  | 3 abr 2008  | Mount Lemmon      | Mount Lemmon Survey | —         | MPC                           |
| 476553     | 2008 JR16  | 3 mai 2008  | Mount Lemmon      | Mount Lemmon Survey | —         | MPC                           |
| 476554     | 2008 JN18  | 31 mar 2008 | Kitt Peak         | Spacewatch          | —         | MPC                           |
| 476555     | 2008 JJ27  | 8 mai 2008  | Kitt Peak         | Spacewatch          | —         | MPC                           |
| 476556     | 2008 JM33  | 11 mai 2008 | Kitt Peak         | Spacewatch          | —         | MPC                           |
| 476557     | 2008 KA1   | 26 mai 2008 | Kitt Peak         | Spacewatch          | —         | MPC                           |
| 476558     | 2008 KP21  | 28 mai 2008 | Mount Lemmon      | Mount Lemmon Survey | —         | MPC                           |
| 476559     | 2008 OC10  | 28 jul 2008 | Dauban            | F. Kugel            | —         | MPC                           |
| 476560     | 2008 OP12  | 28 jul 2008 | La Sagra          | Mallorca Obs.       | Pallas    | MPC                           |
| 476561     | 2008 OU20  | 29 jul 2008 | Kitt Peak         | Spacewatch          | —         | MPC                           |
| 476562     | 2008 OB21  | 29 jul 2008 | Kitt Peak         | Spacewatch          | —         | MPC                           |
| 476563     | 2008 PD19  | 7 ago 2008  | Kitt Peak         | Spacewatch          | —         | MPC                           |
| 476564     | 2008 QL21  | 26 ago 2008 | Socorro           | LINEAR              | —         | MPC                           |
| 476565     | 2008 QA37  | 21 ago 2008 | Kitt Peak         | Spacewatch          | —         | MPC                           |
| 476566     | 2008 RC4   | 2 set 2008  | Kitt Peak         | Spacewatch          | —         | MPC                           |
| 476567     | 2008 RY9   | 3 set 2008  | Kitt Peak         | Spacewatch          | —         | MPC                           |
| 476568     | 2008 RE12  | 3 set 2008  | Kitt Peak         | Spacewatch          | —         | MPC                           |
| 476569     | 2008 RJ16  | 24 ago 2008 | Kitt Peak         | Spacewatch          | —         | MPC                           |
| 476570     | 2008 RH23  | 4 set 2008  | Socorro           | LINEAR              | —         | MPC                           |
| 476571     | 2008 RZ28  | 2 set 2008  | Kitt Peak         | Spacewatch          | —         | MPC                           |
| 476572     | 2008 RX30  | 2 set 2008  | Kitt Peak         | Spacewatch          | —         | MPC                           |
| 476573     | 2008 RA35  | 24 ago 2008 | Kitt Peak         | Spacewatch          | —         | MPC                           |
| 476574     | 2008 RG40  | 2 set 2008  | Kitt Peak         | Spacewatch          | —         | MPC                           |
| 476575     | 2008 RQ41  | 2 set 2008  | Kitt Peak         | Spacewatch          | —         | MPC                           |
| 476576     | 2008 RZ43  | 2 set 2008  | Kitt Peak         | Spacewatch          | —         | MPC                           |
| 476577     | 2008 RQ44  | 2 set 2008  | Kitt Peak         | Spacewatch          | —         | MPC                           |
| 476578     | 2008 RX57  | 3 set 2008  | Kitt Peak         | Spacewatch          | —         | MPC                           |
| 476579     | 2008 RC63  | 7 set 2004  | Kitt Peak         | Spacewatch          | —         | MPC                           |
| 476580     | 2008 RZ88  | 5 set 2008  | Kitt Peak         | Spacewatch          | —         | MPC                           |
| 476581     | 2008 RY117 | 9 set 2008  | Mount Lemmon      | Mount Lemmon Survey | —         | MPC                           |
| 476582     | 2008 RW123 | 6 set 2008  | Mount Lemmon      | Mount Lemmon Survey | —         | MPC                           |
| 476583     | 2008 RA131 | 6 set 2008  | Mount Lemmon      | Mount Lemmon Survey | —         | MPC                           |
| 476584     | 2008 RP131 | 5 set 2008  | Kitt Peak         | Spacewatch          | Phocaea   | MPC                           |
| 476585     | 2008 RM135 | 3 set 2008  | Kitt Peak         | Spacewatch          | Juno      | MPC                           |
| 476586     | 2008 RV135 | 3 set 2008  | Kitt Peak         | Spacewatch          | —         | MPC                           |
| 476587     | 2008 RP137 | 5 set 2008  | Kitt Peak         | Spacewatch          | —         | MPC                           |
| 476588     | 2008 RB139 | 6 set 2008  | Mount Lemmon      | Mount Lemmon Survey | —         | MPC                           |
| 476589     | 2008 SU11  | 25 set 2008 | Bergisch Gladbach | W. Bickel           | Juno      | MPC                           |
| 476590     | 2008 SR13  | 24 ago 2008 | Socorro           | LINEAR              | —         | MPC                           |
| 476591     | 2008 SL19  | 7 ago 2008  | Kitt Peak         | Spacewatch          | —         | MPC                           |
| 476592     | 2008 SS21  | 29 jul 2008 | Kitt Peak         | Spacewatch          | —         | MPC                           |
| 476593     | 2008 SD38  | 6 set 2008  | Mount Lemmon      | Mount Lemmon Survey | —         | MPC                           |
| 476594     | 2008 SH40  | 20 set 2008 | Kitt Peak         | Spacewatch          | —         | MPC                           |
| 476595     | 2008 SE44  | 20 set 2008 | Kitt Peak         | Spacewatch          | —         | MPC                           |
| 476596     | 2008 SU49  | 20 set 2008 | Mount Lemmon      | Mount Lemmon Survey | —         | MPC                           |
| 476597     | 2008 ST54  | 20 set 2008 | Mount Lemmon      | Mount Lemmon Survey | —         | MPC                           |
| 476598     | 2008 SB72  | 9 set 2008  | Mount Lemmon      | Mount Lemmon Survey | —         | MPC                           |
| 476599     | 2008 SA74  | 23 set 2008 | Kitt Peak         | Spacewatch          | —         | MPC                           |
| 476600     | 2008 SQ83  | 27 set 2008 | Altschwendt       | W. Ries             | Juno      | MPC                           |

## 476601–476700
| Designação | Designação | Descoberta  | Descoberta   | Descobridor(es)     | Categoria | Mais informações / Referência |
| Permanente | Provisória | Data        | Local        | Descobridor(es)     | Categoria | Mais informações / Referência |
| ---------- | ---------- | ----------- | ------------ | ------------------- | --------- | ----------------------------- |
| 476601     | 2008 SE85  | 28 set 2008 | Catalina     | CSS                 | —         | MPC                           |
| 476602     | 2008 SZ96  | 21 set 2008 | Kitt Peak    | Spacewatch          | —         | MPC                           |
| 476603     | 2008 ST99  | 21 set 2008 | Kitt Peak    | Spacewatch          | —         | MPC                           |
| 476604     | 2008 SQ105 | 21 set 2008 | Kitt Peak    | Spacewatch          | —         | MPC                           |
| 476605     | 2008 SM110 | 22 set 2008 | Kitt Peak    | Spacewatch          | Juno      | MPC                           |
| 476606     | 2008 SM120 | 22 set 2008 | Mount Lemmon | Mount Lemmon Survey | —         | MPC                           |
| 476607     | 2008 SL124 | 22 set 2008 | Mount Lemmon | Mount Lemmon Survey | —         | MPC                           |
| 476608     | 2008 SF125 | 22 set 2008 | Mount Lemmon | Mount Lemmon Survey | —         | MPC                           |
| 476609     | 2008 SR130 | 22 set 2008 | Kitt Peak    | Spacewatch          | —         | MPC                           |
| 476610     | 2008 SE132 | 6 set 2008  | Mount Lemmon | Mount Lemmon Survey | —         | MPC                           |
| 476611     | 2008 SV135 | 6 set 2008  | Mount Lemmon | Mount Lemmon Survey | —         | MPC                           |
| 476612     | 2008 SK137 | 23 set 2008 | Kitt Peak    | Spacewatch          | —         | MPC                           |
| 476613     | 2008 SV137 | 23 set 2008 | Kitt Peak    | Spacewatch          | —         | MPC                           |
| 476614     | 2008 SK138 | 23 set 2008 | Kitt Peak    | Spacewatch          | —         | MPC                           |
| 476615     | 2008 SJ142 | 24 set 2008 | Mount Lemmon | Mount Lemmon Survey | —         | MPC                           |
| 476616     | 2008 ST142 | 24 set 2008 | Mount Lemmon | Mount Lemmon Survey | —         | MPC                           |
| 476617     | 2008 SX143 | 9 set 2008  | Mount Lemmon | Mount Lemmon Survey | —         | MPC                           |
| 476618     | 2008 SG151 | 24 ago 2008 | Kitt Peak    | Spacewatch          | —         | MPC                           |
| 476619     | 2008 SA155 | 22 set 2008 | Mount Lemmon | Mount Lemmon Survey | —         | MPC                           |
| 476620     | 2008 SD157 | 24 set 2008 | Socorro      | LINEAR              | —         | MPC                           |
| 476621     | 2008 SP162 | 10 set 2008 | Kitt Peak    | Spacewatch          | —         | MPC                           |
| 476622     | 2008 SC163 | 3 set 2008  | Kitt Peak    | Spacewatch          | —         | MPC                           |
| 476623     | 2008 SQ167 | 28 set 2008 | Socorro      | LINEAR              | —         | MPC                           |
| 476624     | 2008 SE182 | 24 set 2008 | Mount Lemmon | Mount Lemmon Survey | —         | MPC                           |
| 476625     | 2008 SA188 | 25 set 2008 | Kitt Peak    | Spacewatch          | Juno      | MPC                           |
| 476626     | 2008 SP189 | 25 set 2008 | Kitt Peak    | Spacewatch          | —         | MPC                           |
| 476627     | 2008 SB190 | 25 set 2008 | Kitt Peak    | Spacewatch          | —         | MPC                           |
| 476628     | 2008 SV194 | 25 set 2008 | Kitt Peak    | Spacewatch          | —         | MPC                           |
| 476629     | 2008 SG198 | 25 set 2008 | Kitt Peak    | Spacewatch          | —         | MPC                           |
| 476630     | 2008 SA200 | 26 set 2008 | Kitt Peak    | Spacewatch          | —         | MPC                           |
| 476631     | 2008 SW200 | 22 set 2008 | Kitt Peak    | Spacewatch          | —         | MPC                           |
| 476632     | 2008 SQ213 | 24 ago 2008 | Kitt Peak    | Spacewatch          | Juno      | MPC                           |
| 476633     | 2008 SQ217 | 29 set 2008 | Kitt Peak    | Spacewatch          | —         | MPC                           |
| 476634     | 2008 SR217 | 29 set 2008 | Kitt Peak    | Spacewatch          | —         | MPC                           |
| 476635     | 2008 SD233 | 4 set 2008  | Kitt Peak    | Spacewatch          | —         | MPC                           |
| 476636     | 2008 SA244 | 24 set 2008 | Kitt Peak    | Spacewatch          | —         | MPC                           |
| 476637     | 2008 SX250 | 24 set 2008 | Kitt Peak    | Spacewatch          | —         | MPC                           |
| 476638     | 2008 SO252 | 27 set 2008 | Mount Lemmon | Mount Lemmon Survey | —         | MPC                           |
| 476639     | 2008 SD253 | 21 set 2008 | Kitt Peak    | Spacewatch          | —         | MPC                           |
| 476640     | 2008 SX253 | 22 set 2008 | Kitt Peak    | Spacewatch          | —         | MPC                           |
| 476641     | 2008 SL254 | 22 set 2008 | Mount Lemmon | Mount Lemmon Survey | —         | MPC                           |
| 476642     | 2008 SW257 | 22 set 2008 | Mount Lemmon | Mount Lemmon Survey | Juno      | MPC                           |
| 476643     | 2008 SS260 | 23 set 2008 | Catalina     | CSS                 | —         | MPC                           |
| 476644     | 2008 SN264 | 25 set 2008 | Kitt Peak    | Spacewatch          | —         | MPC                           |
| 476645     | 2008 SD266 | 29 set 2008 | Kitt Peak    | Spacewatch          | —         | MPC                           |
| 476646     | 2008 SS269 | 22 set 2008 | Kitt Peak    | Spacewatch          | —         | MPC                           |
| 476647     | 2008 SH270 | 24 set 2008 | Kitt Peak    | Spacewatch          | —         | MPC                           |
| 476648     | 2008 SK271 | 29 set 2008 | Catalina     | CSS                 | —         | MPC                           |
| 476649     | 2008 SG273 | 23 set 2008 | Mount Lemmon | Mount Lemmon Survey | —         | MPC                           |
| 476650     | 2008 SP273 | 29 set 2008 | Mount Lemmon | Mount Lemmon Survey | —         | MPC                           |
| 476651     | 2008 SZ282 | 29 set 2008 | Mount Lemmon | Mount Lemmon Survey | —         | MPC                           |
| 476652     | 2008 SF283 | 22 set 2008 | Mount Lemmon | Mount Lemmon Survey | —         | MPC                           |
| 476653     | 2008 SF284 | 23 set 2008 | Mount Lemmon | Mount Lemmon Survey | —         | MPC                           |
| 476654     | 2008 SJ284 | 24 set 2008 | Kitt Peak    | Spacewatch          | —         | MPC                           |
| 476655     | 2008 SD288 | 23 set 2008 | Kitt Peak    | Spacewatch          | —         | MPC                           |
| 476656     | 2008 SE290 | 29 set 2008 | Kitt Peak    | Spacewatch          | —         | MPC                           |
| 476657     | 2008 SC300 | 22 set 2008 | Kitt Peak    | Spacewatch          | —         | MPC                           |
| 476658     | 2008 SP303 | 24 set 2008 | Catalina     | CSS                 | —         | MPC                           |
| 476659     | 2008 SO306 | 28 set 2008 | Mount Lemmon | Mount Lemmon Survey | —         | MPC                           |
| 476660     | 2008 SW309 | 29 set 2008 | Mount Lemmon | Mount Lemmon Survey | —         | MPC                           |
| 476661     | 2008 TB8   | 4 out 2008  | La Sagra     | Mallorca Obs.       | —         | MPC                           |
| 476662     | 2008 TH8   | 4 out 2008  | La Sagra     | Mallorca Obs.       | —         | MPC                           |
| 476663     | 2008 TG10  | 7 set 2008  | Mount Lemmon | Mount Lemmon Survey | —         | MPC                           |
| 476664     | 2008 TC17  | 1 out 2008  | Mount Lemmon | Mount Lemmon Survey | —         | MPC                           |
| 476665     | 2008 TH17  | 22 set 2008 | Mount Lemmon | Mount Lemmon Survey | —         | MPC                           |
| 476666     | 2008 TC18  | 1 out 2008  | Mount Lemmon | Mount Lemmon Survey | —         | MPC                           |
| 476667     | 2008 TB31  | 24 set 2008 | Kitt Peak    | Spacewatch          | —         | MPC                           |
| 476668     | 2008 TC33  | 1 out 2008  | Kitt Peak    | Spacewatch          | —         | MPC                           |
| 476669     | 2008 TN33  | 3 fev 2006  | Kitt Peak    | Spacewatch          | —         | MPC                           |
| 476670     | 2008 TW35  | 1 out 2008  | Mount Lemmon | Mount Lemmon Survey | —         | MPC                           |
| 476671     | 2008 TR39  | 21 set 2008 | Kitt Peak    | Spacewatch          | —         | MPC                           |
| 476672     | 2008 TX39  | 1 out 2008  | Kitt Peak    | Spacewatch          | —         | MPC                           |
| 476673     | 2008 TN44  | 1 out 2008  | Mount Lemmon | Mount Lemmon Survey | —         | MPC                           |
| 476674     | 2008 TX47  | 1 out 2008  | Kitt Peak    | Spacewatch          | —         | MPC                           |
| 476675     | 2008 TD51  | 2 out 2008  | Kitt Peak    | Spacewatch          | —         | MPC                           |
| 476676     | 2008 TU54  | 2 out 2008  | Kitt Peak    | Spacewatch          | Pallas    | MPC                           |
| 476677     | 2008 TV55  | 2 out 2008  | Kitt Peak    | Spacewatch          | Juno      | MPC                           |
| 476678     | 2008 TP58  | 24 set 2008 | Kitt Peak    | Spacewatch          | —         | MPC                           |
| 476679     | 2008 TV63  | 22 set 2008 | Mount Lemmon | Mount Lemmon Survey | Juno      | MPC                           |
| 476680     | 2008 TN64  | 2 out 2008  | Kitt Peak    | Spacewatch          | —         | MPC                           |
| 476681     | 2008 TB67  | 2 out 2008  | Kitt Peak    | Spacewatch          | —         | MPC                           |
| 476682     | 2008 TY73  | 2 out 2008  | Kitt Peak    | Spacewatch          | —         | MPC                           |
| 476683     | 2008 TR74  | 2 out 2008  | Kitt Peak    | Spacewatch          | —         | MPC                           |
| 476684     | 2008 TE79  | 24 set 2008 | Kitt Peak    | Spacewatch          | —         | MPC                           |
| 476685     | 2008 TN80  | 24 set 2008 | Kitt Peak    | Spacewatch          | —         | MPC                           |
| 476686     | 2008 TW85  | 3 out 2008  | Mount Lemmon | Mount Lemmon Survey | —         | MPC                           |
| 476687     | 2008 TP88  | 3 out 2008  | Mount Lemmon | Mount Lemmon Survey | —         | MPC                           |
| 476688     | 2008 TN95  | 6 out 2008  | Kitt Peak    | Spacewatch          | —         | MPC                           |
| 476689     | 2008 TL99  | 6 out 2008  | Kitt Peak    | Spacewatch          | —         | MPC                           |
| 476690     | 2008 TY101 | 6 out 2008  | Kitt Peak    | Spacewatch          | —         | MPC                           |
| 476691     | 2008 TS102 | 6 out 2008  | Kitt Peak    | Spacewatch          | —         | MPC                           |
| 476692     | 2008 TO103 | 6 out 2008  | Kitt Peak    | Spacewatch          | —         | MPC                           |
| 476693     | 2008 TX103 | 6 out 2008  | Kitt Peak    | Spacewatch          | —         | MPC                           |
| 476694     | 2008 TH104 | 6 out 2008  | Kitt Peak    | Spacewatch          | —         | MPC                           |
| 476695     | 2008 TF107 | 6 out 2008  | Mount Lemmon | Mount Lemmon Survey | —         | MPC                           |
| 476696     | 2008 TN119 | 5 set 2008  | Kitt Peak    | Spacewatch          | —         | MPC                           |
| 476697     | 2008 TC121 | 7 out 2008  | Kitt Peak    | Spacewatch          | —         | MPC                           |
| 476698     | 2008 TG126 | 8 out 2008  | Mount Lemmon | Mount Lemmon Survey | —         | MPC                           |
| 476699     | 2008 TY130 | 8 out 2008  | Mount Lemmon | Mount Lemmon Survey | —         | MPC                           |
| 476700     | 2008 TU131 | 8 out 2008  | Mount Lemmon | Mount Lemmon Survey | —         | MPC                           |

## 476701–476800
| Designação | Designação | Descoberta  | Descoberta        | Descobridor(es)     | Categoria | Mais informações / Referência |
| Permanente | Provisória | Data        | Local             | Descobridor(es)     | Categoria | Mais informações / Referência |
| ---------- | ---------- | ----------- | ----------------- | ------------------- | --------- | ----------------------------- |
| 476701     | 2008 TX131 | 23 set 2008 | Kitt Peak         | Spacewatch          | —         | MPC                           |
| 476702     | 2008 TX136 | 8 out 2008  | Kitt Peak         | Spacewatch          | Pallas    | MPC                           |
| 476703     | 2008 TQ145 | 9 out 2008  | Mount Lemmon      | Mount Lemmon Survey | Juno      | MPC                           |
| 476704     | 2008 TH152 | 2 set 2008  | Kitt Peak         | Spacewatch          | —         | MPC                           |
| 476705     | 2008 TO152 | 9 out 2008  | Mount Lemmon      | Mount Lemmon Survey | —         | MPC                           |
| 476706     | 2008 TT154 | 24 set 2008 | Mount Lemmon      | Mount Lemmon Survey | —         | MPC                           |
| 476707     | 2008 TO161 | 2 fev 2006  | Mount Lemmon      | Mount Lemmon Survey | —         | MPC                           |
| 476708     | 2008 TE165 | 2 out 2008  | Kitt Peak         | Spacewatch          | —         | MPC                           |
| 476709     | 2008 TG172 | 1 out 2008  | Kitt Peak         | Spacewatch          | Juno      | MPC                           |
| 476710     | 2008 TM172 | 6 out 2008  | Mount Lemmon      | Mount Lemmon Survey | —         | MPC                           |
| 476711     | 2008 TN172 | 7 out 2008  | Mount Lemmon      | Mount Lemmon Survey | —         | MPC                           |
| 476712     | 2008 TS172 | 3 out 2008  | Mount Lemmon      | Mount Lemmon Survey | —         | MPC                           |
| 476713     | 2008 TX177 | 9 out 2008  | Catalina          | CSS                 | —         | MPC                           |
| 476714     | 2008 TX181 | 1 out 2008  | Kitt Peak         | Spacewatch          | —         | MPC                           |
| 476715     | 2008 TB183 | 2 out 2008  | Socorro           | LINEAR              | —         | MPC                           |
| 476716     | 2008 TG185 | 6 out 2008  | Catalina          | CSS                 | —         | MPC                           |
| 476717     | 2008 TZ185 | 7 out 2008  | Socorro           | LINEAR              | —         | MPC                           |
| 476718     | 2008 TM186 | 7 out 2008  | Catalina          | CSS                 | —         | MPC                           |
| 476719     | 2008 TP186 | 8 out 2008  | Kitt Peak         | Spacewatch          | —         | MPC                           |
| 476720     | 2008 UU3   | 22 out 2008 | Bergisch Gladbach | W. Bickel           | —         | MPC                           |
| 476721     | 2008 UV4   | 24 set 2008 | Mount Lemmon      | Mount Lemmon Survey | —         | MPC                           |
| 476722     | 2008 UT6   | 23 out 2008 | Kitt Peak         | Spacewatch          | —         | MPC                           |
| 476723     | 2008 UG12  | 23 set 2008 | Kitt Peak         | Spacewatch          | —         | MPC                           |
| 476724     | 2008 UH16  | 18 out 2008 | Kitt Peak         | Spacewatch          | —         | MPC                           |
| 476725     | 2008 UW19  | 19 out 2008 | Kitt Peak         | Spacewatch          | Juno      | MPC                           |
| 476726     | 2008 UW21  | 22 set 2008 | Kitt Peak         | Spacewatch          | —         | MPC                           |
| 476727     | 2008 UX21  | 19 out 2008 | Kitt Peak         | Spacewatch          | —         | MPC                           |
| 476728     | 2008 UZ24  | 6 set 2008  | Kitt Peak         | Spacewatch          | —         | MPC                           |
| 476729     | 2008 UR29  | 22 set 2008 | Mount Lemmon      | Mount Lemmon Survey | —         | MPC                           |
| 476730     | 2008 UR32  | 20 out 2008 | Kitt Peak         | Spacewatch          | —         | MPC                           |
| 476731     | 2008 UE33  | 20 out 2008 | Kitt Peak         | Spacewatch          | —         | MPC                           |
| 476732     | 2008 UR34  | 23 set 2008 | Mount Lemmon      | Mount Lemmon Survey | —         | MPC                           |
| 476733     | 2008 UF35  | 20 out 2008 | Mount Lemmon      | Mount Lemmon Survey | —         | MPC                           |
| 476734     | 2008 UH35  | 1 out 2008  | Kitt Peak         | Spacewatch          | —         | MPC                           |
| 476735     | 2008 UL35  | 24 set 2008 | Kitt Peak         | Spacewatch          | —         | MPC                           |
| 476736     | 2008 UR36  | 10 dez 2004 | Kitt Peak         | Spacewatch          | —         | MPC                           |
| 476737     | 2008 UM45  | 20 out 2008 | Mount Lemmon      | Mount Lemmon Survey | —         | MPC                           |
| 476738     | 2008 UN46  | 20 out 2008 | Kitt Peak         | Spacewatch          | —         | MPC                           |
| 476739     | 2008 UP47  | 22 set 2008 | Mount Lemmon      | Mount Lemmon Survey | —         | MPC                           |
| 476740     | 2008 UO51  | 24 set 2008 | Mount Lemmon      | Mount Lemmon Survey | —         | MPC                           |
| 476741     | 2008 UU52  | 24 set 2008 | Mount Lemmon      | Mount Lemmon Survey | —         | MPC                           |
| 476742     | 2008 UB53  | 20 out 2008 | Mount Lemmon      | Mount Lemmon Survey | —         | MPC                           |
| 476743     | 2008 UX53  | 20 out 2008 | Kitt Peak         | Spacewatch          | —         | MPC                           |
| 476744     | 2008 UN54  | 24 set 2008 | Mount Lemmon      | Mount Lemmon Survey | —         | MPC                           |
| 476745     | 2008 UG57  | 21 out 2008 | Kitt Peak         | Spacewatch          | —         | MPC                           |
| 476746     | 2008 UZ57  | 6 out 2008  | Kitt Peak         | Spacewatch          | Juno      | MPC                           |
| 476747     | 2008 UB59  | 26 set 2008 | Kitt Peak         | Spacewatch          | —         | MPC                           |
| 476748     | 2008 UF59  | 21 out 2008 | Kitt Peak         | Spacewatch          | Juno      | MPC                           |
| 476749     | 2008 UG60  | 9 out 2008  | Kitt Peak         | Spacewatch          | —         | MPC                           |
| 476750     | 2008 UJ61  | 28 set 2008 | Mount Lemmon      | Mount Lemmon Survey | —         | MPC                           |
| 476751     | 2008 UY61  | 21 out 2008 | Kitt Peak         | Spacewatch          | —         | MPC                           |
| 476752     | 2008 UZ62  | 28 set 2008 | Mount Lemmon      | Mount Lemmon Survey | —         | MPC                           |
| 476753     | 2008 UB64  | 7 out 2008  | Mount Lemmon      | Mount Lemmon Survey | —         | MPC                           |
| 476754     | 2008 UJ66  | 21 out 2008 | Kitt Peak         | Spacewatch          | —         | MPC                           |
| 476755     | 2008 UA71  | 21 out 2008 | Kitt Peak         | Spacewatch          | —         | MPC                           |
| 476756     | 2008 UR72  | 21 out 2008 | Mount Lemmon      | Mount Lemmon Survey | —         | MPC                           |
| 476757     | 2008 UB73  | 21 out 2008 | Mount Lemmon      | Mount Lemmon Survey | —         | MPC                           |
| 476758     | 2008 UJ73  | 23 set 2008 | Catalina          | CSS                 | —         | MPC                           |
| 476759     | 2008 UJ74  | 21 out 2008 | Kitt Peak         | Spacewatch          | —         | MPC                           |
| 476760     | 2008 UH76  | 21 out 2008 | Kitt Peak         | Spacewatch          | —         | MPC                           |
| 476761     | 2008 UV76  | 21 out 2008 | Kitt Peak         | Spacewatch          | —         | MPC                           |
| 476762     | 2008 UU79  | 29 set 2008 | Mount Lemmon      | Mount Lemmon Survey | —         | MPC                           |
| 476763     | 2008 UP90  | 27 out 2008 | Catalina          | CSS                 | —         | MPC                           |
| 476764     | 2008 UY99  | 27 out 2008 | Bisei SG Center   | BATTeRS             | Juno      | MPC                           |
| 476765     | 2008 UT108 | 21 out 2008 | Kitt Peak         | Spacewatch          | —         | MPC                           |
| 476766     | 2008 UX109 | 22 out 2008 | Kitt Peak         | Spacewatch          | —         | MPC                           |
| 476767     | 2008 UZ109 | 22 out 2008 | Kitt Peak         | Spacewatch          | —         | MPC                           |
| 476768     | 2008 UN111 | 22 out 2008 | Kitt Peak         | Spacewatch          | —         | MPC                           |
| 476769     | 2008 UV112 | 9 out 2008  | Kitt Peak         | Spacewatch          | —         | MPC                           |
| 476770     | 2008 UN113 | 9 out 2008  | Kitt Peak         | Spacewatch          | —         | MPC                           |
| 476771     | 2008 UG116 | 22 out 2008 | Kitt Peak         | Spacewatch          | Meliboea  | MPC                           |
| 476772     | 2008 UL118 | 22 out 2008 | Kitt Peak         | Spacewatch          | —         | MPC                           |
| 476773     | 2008 US120 | 22 out 2008 | Kitt Peak         | Spacewatch          | —         | MPC                           |
| 476774     | 2008 UR123 | 22 out 2008 | Kitt Peak         | Spacewatch          | —         | MPC                           |
| 476775     | 2008 UT125 | 22 out 2008 | Kitt Peak         | Spacewatch          | —         | MPC                           |
| 476776     | 2008 UH126 | 22 out 2008 | Kitt Peak         | Spacewatch          | —         | MPC                           |
| 476777     | 2008 UJ126 | 4 out 2008  | Mount Lemmon      | Mount Lemmon Survey | —         | MPC                           |
| 476778     | 2008 UF128 | 22 out 2008 | Kitt Peak         | Spacewatch          | —         | MPC                           |
| 476779     | 2008 UQ128 | 7 out 2008  | Mount Lemmon      | Mount Lemmon Survey | —         | MPC                           |
| 476780     | 2008 UC131 | 23 out 2008 | Kitt Peak         | Spacewatch          | —         | MPC                           |
| 476781     | 2008 UP132 | 23 out 2008 | Kitt Peak         | Spacewatch          | —         | MPC                           |
| 476782     | 2008 UC133 | 23 out 2008 | Kitt Peak         | Spacewatch          | —         | MPC                           |
| 476783     | 2008 UK134 | 6 out 2008  | Kitt Peak         | Spacewatch          | —         | MPC                           |
| 476784     | 2008 UZ134 | 23 out 2008 | Kitt Peak         | Spacewatch          | —         | MPC                           |
| 476785     | 2008 UZ141 | 23 set 2008 | Mount Lemmon      | Mount Lemmon Survey | —         | MPC                           |
| 476786     | 2008 UV145 | 23 out 2008 | Kitt Peak         | Spacewatch          | —         | MPC                           |
| 476787     | 2008 UP146 | 23 out 2008 | Kitt Peak         | Spacewatch          | —         | MPC                           |
| 476788     | 2008 UB149 | 23 out 2008 | Kitt Peak         | Spacewatch          | —         | MPC                           |
| 476789     | 2008 UJ149 | 24 set 2008 | Kitt Peak         | Spacewatch          | —         | MPC                           |
| 476790     | 2008 UD156 | 9 out 2008  | Mount Lemmon      | Mount Lemmon Survey | —         | MPC                           |
| 476791     | 2008 UL156 | 23 out 2008 | Mount Lemmon      | Mount Lemmon Survey | —         | MPC                           |
| 476792     | 2008 UU156 | 9 out 2008  | Mount Lemmon      | Mount Lemmon Survey | —         | MPC                           |
| 476793     | 2008 UV156 | 23 out 2008 | Mount Lemmon      | Mount Lemmon Survey | —         | MPC                           |
| 476794     | 2008 UJ158 | 23 out 2008 | Kitt Peak         | Spacewatch          | —         | MPC                           |
| 476795     | 2008 UN158 | 23 out 2008 | Kitt Peak         | Spacewatch          | —         | MPC                           |
| 476796     | 2008 UY162 | 24 out 2008 | Kitt Peak         | Spacewatch          | —         | MPC                           |
| 476797     | 2008 UD163 | 10 out 2008 | Mount Lemmon      | Mount Lemmon Survey | —         | MPC                           |
| 476798     | 2008 UA164 | 10 out 2008 | Mount Lemmon      | Mount Lemmon Survey | —         | MPC                           |
| 476799     | 2008 UB164 | 10 out 2008 | Mount Lemmon      | Mount Lemmon Survey | —         | MPC                           |
| 476800     | 2008 UJ166 | 24 out 2008 | Kitt Peak         | Spacewatch          | —         | MPC                           |

## 476801–476900
| Designação | Designação | Descoberta  | Descoberta      | Descobridor(es)     | Categoria | Mais informações / Referência |
| Permanente | Provisória | Data        | Local           | Descobridor(es)     | Categoria | Mais informações / Referência |
| ---------- | ---------- | ----------- | --------------- | ------------------- | --------- | ----------------------------- |
| 476801     | 2008 UY167 | 24 out 2008 | Kitt Peak       | Spacewatch          | —         | MPC                           |
| 476802     | 2008 UG168 | 24 out 2008 | Kitt Peak       | Spacewatch          | —         | MPC                           |
| 476803     | 2008 UJ169 | 24 out 2008 | Kitt Peak       | Spacewatch          | —         | MPC                           |
| 476804     | 2008 UY169 | 24 out 2008 | Catalina        | CSS                 | —         | MPC                           |
| 476805     | 2008 UW176 | 24 out 2008 | Mount Lemmon    | Mount Lemmon Survey | Juno      | MPC                           |
| 476806     | 2008 UJ185 | 24 out 2008 | Kitt Peak       | Spacewatch          | —         | MPC                           |
| 476807     | 2008 UP188 | 24 out 2008 | Kitt Peak       | Spacewatch          | —         | MPC                           |
| 476808     | 2008 UJ190 | 25 out 2008 | Mount Lemmon    | Mount Lemmon Survey | —         | MPC                           |
| 476809     | 2008 UK193 | 25 out 2008 | Mount Lemmon    | Mount Lemmon Survey | Phocaea   | MPC                           |
| 476810     | 2008 UM193 | 20 out 2008 | Kitt Peak       | Spacewatch          | —         | MPC                           |
| 476811     | 2008 UD196 | 9 mai 2007  | Kitt Peak       | Spacewatch          | —         | MPC                           |
| 476812     | 2008 UN196 | 29 set 2008 | Kitt Peak       | Spacewatch          | —         | MPC                           |
| 476813     | 2008 UT199 | 31 out 2008 | Magdalena Ridge | W. H. Ryan          | —         | MPC                           |
| 476814     | 2008 UB206 | 22 out 2008 | Kitt Peak       | Spacewatch          | Phocaea   | MPC                           |
| 476815     | 2008 UD207 | 6 out 2008  | Mount Lemmon    | Mount Lemmon Survey | —         | MPC                           |
| 476816     | 2008 UP207 | 2 out 2008  | Kitt Peak       | Spacewatch          | —         | MPC                           |
| 476817     | 2008 UV209 | 6 out 2008  | Kitt Peak       | Spacewatch          | —         | MPC                           |
| 476818     | 2008 UV222 | 25 out 2008 | Kitt Peak       | Spacewatch          | —         | MPC                           |
| 476819     | 2008 UG240 | 26 out 2008 | Kitt Peak       | Spacewatch          | Meliboea  | MPC                           |
| 476820     | 2008 UJ242 | 26 out 2008 | Kitt Peak       | Spacewatch          | —         | MPC                           |
| 476821     | 2008 UA243 | 26 out 2008 | Kitt Peak       | Spacewatch          | —         | MPC                           |
| 476822     | 2008 UG245 | 26 out 2008 | Kitt Peak       | Spacewatch          | —         | MPC                           |
| 476823     | 2008 UU245 | 26 out 2008 | Kitt Peak       | Spacewatch          | —         | MPC                           |
| 476824     | 2008 UJ248 | 26 out 2008 | Kitt Peak       | Spacewatch          | —         | MPC                           |
| 476825     | 2008 UL254 | 22 set 2008 | Mount Lemmon    | Mount Lemmon Survey | Phocaea   | MPC                           |
| 476826     | 2008 UO261 | 9 out 2008  | Mount Lemmon    | Mount Lemmon Survey | —         | MPC                           |
| 476827     | 2008 UF263 | 27 out 2008 | Kitt Peak       | Spacewatch          | —         | MPC                           |
| 476828     | 2008 UH272 | 28 out 2008 | Kitt Peak       | Spacewatch          | —         | MPC                           |
| 476829     | 2008 UB278 | 28 out 2008 | Mount Lemmon    | Mount Lemmon Survey | —         | MPC                           |
| 476830     | 2008 UP279 | 24 set 2008 | Mount Lemmon    | Mount Lemmon Survey | —         | MPC                           |
| 476831     | 2008 US279 | 29 set 2008 | Kitt Peak       | Spacewatch          | —         | MPC                           |
| 476832     | 2008 UB280 | 28 out 2008 | Kitt Peak       | Spacewatch          | —         | MPC                           |
| 476833     | 2008 UU281 | 24 out 2008 | Kitt Peak       | Spacewatch          | —         | MPC                           |
| 476834     | 2008 UP284 | 20 out 2008 | Kitt Peak       | Spacewatch          | —         | MPC                           |
| 476835     | 2008 UC286 | 29 set 2008 | Kitt Peak       | Spacewatch          | —         | MPC                           |
| 476836     | 2008 UL295 | 29 out 2008 | Kitt Peak       | Spacewatch          | —         | MPC                           |
| 476837     | 2008 UD296 | 29 out 2008 | Kitt Peak       | Spacewatch          | —         | MPC                           |
| 476838     | 2008 UO298 | 29 out 2008 | Kitt Peak       | Spacewatch          | —         | MPC                           |
| 476839     | 2008 UT300 | 29 out 2008 | Kitt Peak       | Spacewatch          | —         | MPC                           |
| 476840     | 2008 UB301 | 29 out 2008 | Kitt Peak       | Spacewatch          | —         | MPC                           |
| 476841     | 2008 UG302 | 29 out 2008 | Kitt Peak       | Spacewatch          | —         | MPC                           |
| 476842     | 2008 UN304 | 29 out 2008 | Kitt Peak       | Spacewatch          | —         | MPC                           |
| 476843     | 2008 UO304 | 29 out 2008 | Kitt Peak       | Spacewatch          | —         | MPC                           |
| 476844     | 2008 UF306 | 30 out 2008 | Kitt Peak       | Spacewatch          | —         | MPC                           |
| 476845     | 2008 UC308 | 25 set 2008 | Mount Lemmon    | Mount Lemmon Survey | —         | MPC                           |
| 476846     | 2008 UG308 | 30 out 2008 | Kitt Peak       | Spacewatch          | —         | MPC                           |
| 476847     | 2008 UR308 | 30 out 2008 | Kitt Peak       | Spacewatch          | —         | MPC                           |
| 476848     | 2008 UQ321 | 31 out 2008 | Mount Lemmon    | Mount Lemmon Survey | Phocaea   | MPC                           |
| 476849     | 2008 UY322 | 8 out 2008  | Mount Lemmon    | Mount Lemmon Survey | —         | MPC                           |
| 476850     | 2008 UU325 | 2 dez 2004  | Kitt Peak       | Spacewatch          | —         | MPC                           |
| 476851     | 2008 UN326 | 10 out 2008 | Catalina        | CSS                 | —         | MPC                           |
| 476852     | 2008 UQ326 | 31 out 2008 | Mount Lemmon    | Mount Lemmon Survey | —         | MPC                           |
| 476853     | 2008 UT326 | 31 out 2008 | Mount Lemmon    | Mount Lemmon Survey | —         | MPC                           |
| 476854     | 2008 UV330 | 31 out 2008 | Kitt Peak       | Spacewatch          | —         | MPC                           |
| 476855     | 2008 UB335 | 20 out 2008 | Mount Lemmon    | Mount Lemmon Survey | —         | MPC                           |
| 476856     | 2008 UW336 | 20 out 2008 | Kitt Peak       | Spacewatch          | —         | MPC                           |
| 476857     | 2008 US337 | 20 out 2008 | Kitt Peak       | Spacewatch          | —         | MPC                           |
| 476858     | 2008 UJ340 | 23 out 2008 | Kitt Peak       | Spacewatch          | —         | MPC                           |
| 476859     | 2008 UM341 | 26 out 2008 | Kitt Peak       | Spacewatch          | —         | MPC                           |
| 476860     | 2008 UW344 | 30 out 2008 | Kitt Peak       | Spacewatch          | —         | MPC                           |
| 476861     | 2008 UE350 | 21 abr 2006 | Kitt Peak       | Spacewatch          | —         | MPC                           |
| 476862     | 2008 UA352 | 30 out 2008 | Catalina        | CSS                 | —         | MPC                           |
| 476863     | 2008 UY354 | 29 out 2008 | Kitt Peak       | Spacewatch          | —         | MPC                           |
| 476864     | 2008 UC356 | 20 out 2008 | Mount Lemmon    | Mount Lemmon Survey | —         | MPC                           |
| 476865     | 2008 UP361 | 31 out 2008 | Catalina        | CSS                 | —         | MPC                           |
| 476866     | 2008 UK365 | 24 out 2008 | Socorro         | LINEAR              | —         | MPC                           |
| 476867     | 2008 VD5   | 6 nov 2008  | Cordell-Lorenz  | Cordell–Lorenz Obs. | —         | MPC                           |
| 476868     | 2008 VS8   | 22 out 2008 | Kitt Peak       | Spacewatch          | —         | MPC                           |
| 476869     | 2008 VU10  | 27 set 2008 | Mount Lemmon    | Mount Lemmon Survey | —         | MPC                           |
| 476870     | 2008 VO14  | 25 out 2008 | Catalina        | CSS                 | —         | MPC                           |
| 476871     | 2008 VC15  | 1 out 2008  | Kitt Peak       | Spacewatch          | —         | MPC                           |
| 476872     | 2008 VT19  | 1 nov 2008  | Mount Lemmon    | Mount Lemmon Survey | —         | MPC                           |
| 476873     | 2008 VR23  | 29 set 2008 | Mount Lemmon    | Mount Lemmon Survey | —         | MPC                           |
| 476874     | 2008 VE24  | 1 nov 2008  | Kitt Peak       | Spacewatch          | —         | MPC                           |
| 476875     | 2008 VT24  | 29 set 2008 | Mount Lemmon    | Mount Lemmon Survey | —         | MPC                           |
| 476876     | 2008 VG27  | 21 out 2008 | Kitt Peak       | Spacewatch          | —         | MPC                           |
| 476877     | 2008 VL30  | 2 nov 2008  | Kitt Peak       | Spacewatch          | —         | MPC                           |
| 476878     | 2008 VC34  | 2 nov 2008  | Mount Lemmon    | Mount Lemmon Survey | —         | MPC                           |
| 476879     | 2008 VW39  | 4 out 2008  | Mount Lemmon    | Mount Lemmon Survey | —         | MPC                           |
| 476880     | 2008 VN40  | 3 nov 2008  | Kitt Peak       | Spacewatch          | —         | MPC                           |
| 476881     | 2008 VJ43  | 3 nov 2008  | Kitt Peak       | Spacewatch          | —         | MPC                           |
| 476882     | 2008 VN45  | 9 out 2008  | Mount Lemmon    | Mount Lemmon Survey | —         | MPC                           |
| 476883     | 2008 VV46  | 24 out 2008 | Kitt Peak       | Spacewatch          | —         | MPC                           |
| 476884     | 2008 VR50  | 6 set 2008  | Mount Lemmon    | Mount Lemmon Survey | —         | MPC                           |
| 476885     | 2008 VF62  | 27 out 2008 | Kitt Peak       | Spacewatch          | —         | MPC                           |
| 476886     | 2008 VW66  | 6 nov 2008  | Mount Lemmon    | Mount Lemmon Survey | —         | MPC                           |
| 476887     | 2008 VV71  | 9 nov 2008  | Mount Lemmon    | Mount Lemmon Survey | —         | MPC                           |
| 476888     | 2008 VT73  | 7 nov 2008  | Mount Lemmon    | Mount Lemmon Survey | —         | MPC                           |
| 476889     | 2008 VK74  | 8 nov 2008  | Kitt Peak       | Spacewatch          | —         | MPC                           |
| 476890     | 2008 VY77  | 7 nov 2008  | Mount Lemmon    | Mount Lemmon Survey | —         | MPC                           |
| 476891     | 2008 VJ78  | 7 nov 2008  | Mount Lemmon    | Mount Lemmon Survey | —         | MPC                           |
| 476892     | 2008 WU    | 20 out 2008 | Kitt Peak       | Spacewatch          | —         | MPC                           |
| 476893     | 2008 WB10  | 7 nov 2008  | Mount Lemmon    | Mount Lemmon Survey | —         | MPC                           |
| 476894     | 2008 WR12  | 25 out 2008 | Kitt Peak       | Spacewatch          | —         | MPC                           |
| 476895     | 2008 WT12  | 18 nov 2008 | Catalina        | CSS                 | —         | MPC                           |
| 476896     | 2008 WU19  | 31 out 2008 | Kitt Peak       | Spacewatch          | —         | MPC                           |
| 476897     | 2008 WJ20  | 28 out 2008 | Kitt Peak       | Spacewatch          | —         | MPC                           |
| 476898     | 2008 WS21  | 17 nov 2008 | Kitt Peak       | Spacewatch          | —         | MPC                           |
| 476899     | 2008 WD23  | 18 nov 2008 | Catalina        | CSS                 | Pallas    | MPC                           |
| 476900     | 2008 WE28  | 31 out 2008 | Kitt Peak       | Spacewatch          | Juno      | MPC                           |

## 476901–477000
| Designação | Designação | Descoberta  | Descoberta        | Descobridor(es)     | Categoria | Mais informações / Referência |
| Permanente | Provisória | Data        | Local             | Descobridor(es)     | Categoria | Mais informações / Referência |
| ---------- | ---------- | ----------- | ----------------- | ------------------- | --------- | ----------------------------- |
| 476901     | 2008 WA30  | 19 nov 2008 | Mount Lemmon      | Mount Lemmon Survey | —         | MPC                           |
| 476902     | 2008 WQ30  | 19 nov 2008 | Mount Lemmon      | Mount Lemmon Survey | —         | MPC                           |
| 476903     | 2008 WS30  | 19 nov 2008 | Mount Lemmon      | Mount Lemmon Survey | —         | MPC                           |
| 476904     | 2008 WK32  | 21 nov 2008 | Kitt Peak         | Spacewatch          | —         | MPC                           |
| 476905     | 2008 WB33  | 7 out 2008  | Mount Lemmon      | Mount Lemmon Survey | —         | MPC                           |
| 476906     | 2008 WK39  | 9 out 2008  | Mount Lemmon      | Mount Lemmon Survey | —         | MPC                           |
| 476907     | 2008 WS39  | 23 out 2008 | Mount Lemmon      | Mount Lemmon Survey | —         | MPC                           |
| 476908     | 2008 WF40  | 17 nov 2008 | Kitt Peak         | Spacewatch          | —         | MPC                           |
| 476909     | 2008 WU40  | 27 set 2008 | Mount Lemmon      | Mount Lemmon Survey | —         | MPC                           |
| 476910     | 2008 WN42  | 17 nov 2008 | Kitt Peak         | Spacewatch          | —         | MPC                           |
| 476911     | 2008 WO44  | 26 out 2008 | Kitt Peak         | Spacewatch          | —         | MPC                           |
| 476912     | 2008 WW50  | 22 out 2008 | Kitt Peak         | Spacewatch          | —         | MPC                           |
| 476913     | 2008 WF56  | 9 set 2008  | Mount Lemmon      | Mount Lemmon Survey | —         | MPC                           |
| 476914     | 2008 WJ61  | 23 nov 2008 | La Sagra          | Mallorca Obs.       | —         | MPC                           |
| 476915     | 2008 WH63  | 20 nov 2008 | Socorro           | LINEAR              | —         | MPC                           |
| 476916     | 2008 WY72  | 19 nov 2008 | Mount Lemmon      | Mount Lemmon Survey | —         | MPC                           |
| 476917     | 2008 WN73  | 19 nov 2008 | Mount Lemmon      | Mount Lemmon Survey | —         | MPC                           |
| 476918     | 2008 WS73  | 19 nov 2008 | Kitt Peak         | Spacewatch          | —         | MPC                           |
| 476919     | 2008 WK83  | 20 nov 2008 | Kitt Peak         | Spacewatch          | —         | MPC                           |
| 476920     | 2008 WE94  | 29 set 2008 | Mount Lemmon      | Mount Lemmon Survey | —         | MPC                           |
| 476921     | 2008 WM96  | 21 out 2008 | Kitt Peak         | Spacewatch          | —         | MPC                           |
| 476922     | 2008 WN98  | 27 out 2008 | Mount Lemmon      | Mount Lemmon Survey | —         | MPC                           |
| 476923     | 2008 WH99  | 27 set 2008 | Mount Lemmon      | Mount Lemmon Survey | —         | MPC                           |
| 476924     | 2008 WG102 | 23 set 2008 | Mount Lemmon      | Mount Lemmon Survey | —         | MPC                           |
| 476925     | 2008 WQ109 | 21 nov 2008 | Kitt Peak         | Spacewatch          | —         | MPC                           |
| 476926     | 2008 WF113 | 30 nov 2008 | Kitt Peak         | Spacewatch          | —         | MPC                           |
| 476927     | 2008 WM113 | 30 nov 2008 | Kitt Peak         | Spacewatch          | —         | MPC                           |
| 476928     | 2008 WW117 | 30 nov 2008 | Mount Lemmon      | Mount Lemmon Survey | —         | MPC                           |
| 476929     | 2008 WV122 | 30 nov 2008 | Kitt Peak         | Spacewatch          | —         | MPC                           |
| 476930     | 2008 WP123 | 30 nov 2008 | Mount Lemmon      | Mount Lemmon Survey | —         | MPC                           |
| 476931     | 2008 WB125 | 21 nov 2008 | Mount Lemmon      | Mount Lemmon Survey | —         | MPC                           |
| 476932     | 2008 WD126 | 30 nov 2008 | Kitt Peak         | Spacewatch          | —         | MPC                           |
| 476933     | 2008 WQ126 | 20 nov 2008 | Mount Lemmon      | Mount Lemmon Survey | —         | MPC                           |
| 476934     | 2008 WB128 | 22 nov 2008 | Kitt Peak         | Spacewatch          | —         | MPC                           |
| 476935     | 2008 WP129 | 30 nov 2008 | Kitt Peak         | Spacewatch          | —         | MPC                           |
| 476936     | 2008 WX129 | 18 nov 2008 | Kitt Peak         | Spacewatch          | —         | MPC                           |
| 476937     | 2008 WP133 | 17 nov 2008 | Catalina          | CSS                 | —         | MPC                           |
| 476938     | 2008 WY136 | 21 nov 2008 | Socorro           | LINEAR              | —         | MPC                           |
| 476939     | 2008 WL138 | 30 nov 2008 | Kitt Peak         | Spacewatch          | —         | MPC                           |
| 476940     | 2008 WK139 | 30 nov 2008 | Socorro           | LINEAR              | —         | MPC                           |
| 476941     | 2008 WR140 | 18 nov 2008 | Kitt Peak         | Spacewatch          | —         | MPC                           |
| 476942     | 2008 WS140 | 20 out 2008 | Kitt Peak         | Spacewatch          | —         | MPC                           |
| 476943     | 2008 XC    | 7 nov 2008  | Mount Lemmon      | Mount Lemmon Survey | —         | MPC                           |
| 476944     | 2008 XY2   | 30 nov 2008 | Mount Lemmon      | Mount Lemmon Survey | —         | MPC                           |
| 476945     | 2008 XG3   | 3 dez 2008  | Marly             | P. Kocher           | —         | MPC                           |
| 476946     | 2008 XH4   | 18 nov 2008 | Catalina          | CSS                 | —         | MPC                           |
| 476947     | 2008 XZ4   | 30 out 2008 | Kitt Peak         | Spacewatch          | —         | MPC                           |
| 476948     | 2008 XT16  | 1 dez 2008  | Kitt Peak         | Spacewatch          | —         | MPC                           |
| 476949     | 2008 XA17  | 1 dez 2008  | Kitt Peak         | Spacewatch          | —         | MPC                           |
| 476950     | 2008 XA24  | 30 out 2008 | Kitt Peak         | Spacewatch          | —         | MPC                           |
| 476951     | 2008 XE28  | 25 out 2008 | Kitt Peak         | Spacewatch          | —         | MPC                           |
| 476952     | 2008 XH34  | 29 out 2008 | Kitt Peak         | Spacewatch          | —         | MPC                           |
| 476953     | 2008 XO34  | 2 dez 2008  | Kitt Peak         | Spacewatch          | Phocaea   | MPC                           |
| 476954     | 2008 XB35  | 2 dez 2008  | Kitt Peak         | Spacewatch          | —         | MPC                           |
| 476955     | 2008 XK36  | 2 dez 2008  | Kitt Peak         | Spacewatch          | —         | MPC                           |
| 476956     | 2008 XK38  | 20 nov 2008 | Kitt Peak         | Spacewatch          | —         | MPC                           |
| 476957     | 2008 XG41  | 2 dez 2008  | Mount Lemmon      | Mount Lemmon Survey | —         | MPC                           |
| 476958     | 2008 XZ41  | 2 dez 2008  | Kitt Peak         | Spacewatch          | —         | MPC                           |
| 476959     | 2008 XE48  | 4 dez 2008  | Mount Lemmon      | Mount Lemmon Survey | —         | MPC                           |
| 476960     | 2008 XS49  | 7 dez 2008  | Mount Lemmon      | Mount Lemmon Survey | —         | MPC                           |
| 476961     | 2008 XJ53  | 5 dez 2008  | Mount Lemmon      | Mount Lemmon Survey | —         | MPC                           |
| 476962     | 2008 XW53  | 1 dez 2008  | Socorro           | LINEAR              | —         | MPC                           |
| 476963     | 2008 XA56  | 1 dez 2008  | Mount Lemmon      | Mount Lemmon Survey | —         | MPC                           |
| 476964     | 2008 YK1   | 1 dez 2008  | Socorro           | LINEAR              | Phocaea   | MPC                           |
| 476965     | 2008 YG4   | 22 dez 2008 | Dauban            | F. Kugel            | —         | MPC                           |
| 476966     | 2008 YS4   | 22 dez 2008 | Dauban            | F. Kugel            | —         | MPC                           |
| 476967     | 2008 YL13  | 6 out 2008  | Catalina          | CSS                 | —         | MPC                           |
| 476968     | 2008 YO13  | 31 out 2008 | Mount Lemmon      | Mount Lemmon Survey | —         | MPC                           |
| 476969     | 2008 YU13  | 24 out 2008 | Mount Lemmon      | Mount Lemmon Survey | —         | MPC                           |
| 476970     | 2008 YG16  | 21 dez 2008 | Mount Lemmon      | Mount Lemmon Survey | —         | MPC                           |
| 476971     | 2008 YZ16  | 24 nov 2008 | Mount Lemmon      | Mount Lemmon Survey | —         | MPC                           |
| 476972     | 2008 YB21  | 21 dez 2008 | Mount Lemmon      | Mount Lemmon Survey | —         | MPC                           |
| 476973     | 2008 YF21  | 21 dez 2008 | Mount Lemmon      | Mount Lemmon Survey | —         | MPC                           |
| 476974     | 2008 YS31  | 29 dez 2008 | Bergisch Gladbach | W. Bickel           | Phocaea   | MPC                           |
| 476975     | 2008 YC37  | 22 dez 2008 | Kitt Peak         | Spacewatch          | —         | MPC                           |
| 476976     | 2008 YQ38  | 29 dez 2008 | Catalina          | CSS                 | —         | MPC                           |
| 476977     | 2008 YM49  | 29 dez 2008 | Mount Lemmon      | Mount Lemmon Survey | —         | MPC                           |
| 476978     | 2008 YT49  | 29 dez 2008 | Mount Lemmon      | Mount Lemmon Survey | —         | MPC                           |
| 476979     | 2008 YO51  | 29 dez 2008 | Mount Lemmon      | Mount Lemmon Survey | —         | MPC                           |
| 476980     | 2008 YZ53  | 29 dez 2008 | Mount Lemmon      | Mount Lemmon Survey | —         | MPC                           |
| 476981     | 2008 YT54  | 29 dez 2008 | Mount Lemmon      | Mount Lemmon Survey | —         | MPC                           |
| 476982     | 2008 YZ54  | 29 dez 2008 | Mount Lemmon      | Mount Lemmon Survey | —         | MPC                           |
| 476983     | 2008 YE59  | 22 dez 2008 | Kitt Peak         | Spacewatch          | —         | MPC                           |
| 476984     | 2008 YA65  | 30 dez 2008 | Mount Lemmon      | Mount Lemmon Survey | —         | MPC                           |
| 476985     | 2008 YC73  | 30 dez 2008 | Kitt Peak         | Spacewatch          | —         | MPC                           |
| 476986     | 2008 YE81  | 19 nov 2008 | Mount Lemmon      | Mount Lemmon Survey | —         | MPC                           |
| 476987     | 2008 YF81  | 30 dez 2008 | Purple Mountain   | PMO NEO             | —         | MPC                           |
| 476988     | 2008 YA93  | 21 dez 2008 | Mount Lemmon      | Mount Lemmon Survey | —         | MPC                           |
| 476989     | 2008 YH95  | 29 dez 2008 | Kitt Peak         | Spacewatch          | —         | MPC                           |
| 476990     | 2008 YM98  | 29 dez 2008 | Kitt Peak         | Spacewatch          | —         | MPC                           |
| 476991     | 2008 YU102 | 21 dez 2008 | Kitt Peak         | Spacewatch          | —         | MPC                           |
| 476992     | 2008 YA104 | 29 dez 2008 | Kitt Peak         | Spacewatch          | —         | MPC                           |
| 476993     | 2008 YE108 | 29 dez 2008 | Kitt Peak         | Spacewatch          | —         | MPC                           |
| 476994     | 2008 YZ108 | 29 dez 2008 | Kitt Peak         | Spacewatch          | —         | MPC                           |
| 476995     | 2008 YV109 | 7 nov 2008  | Mount Lemmon      | Mount Lemmon Survey | —         | MPC                           |
| 476996     | 2008 YW111 | 31 dez 2008 | Kitt Peak         | Spacewatch          | —         | MPC                           |
| 476997     | 2008 YN115 | 29 dez 2008 | Kitt Peak         | Spacewatch          | —         | MPC                           |
| 476998     | 2008 YN122 | 22 dez 2008 | Kitt Peak         | Spacewatch          | —         | MPC                           |
| 476999     | 2008 YL124 | 30 dez 2008 | Kitt Peak         | Spacewatch          | —         | MPC                           |
| 477000     | 2008 YN125 | 30 dez 2008 | Kitt Peak         | Spacewatch          | —         | MPC                           |